# Ceuta
Ceuta (em árabe: سبت; romaniz.: Sebta) é uma cidade autónoma da Espanha situada na margem africana da desembocadura oriental do estreito de Gibraltar, na pequena península de Almina, em frente a Algeciras e ao território britânico de Gibraltar, situadas no lado oposto do estreito. O território constitui um enclave espanhol no território de Marrocos, com o qual faz fronteira a oeste e sudoeste, e é rodeado a norte, leste e sul pelo mar Mediterrâneo.
Do lado de Marrocos, as zonas fronteiriças pertencem à prefeitura de Fahs-Anjra a oeste e a província de M'diq-Fnideq, a sudoeste, ambas na região de Tânger-Tetuão-Al Hoceima. A cidade marroquina mais próxima, situada junto ao único posto fronteiriço, é Fnideq.
O território tem 18,5 km² de área e segundo dados de janeiro de 2011, tinha 82 376 habitantes (densidade: 4 452,8 hab./km²). A população é composta sobretudo de cristãos e muçulmanos, havendo também uma comunidade judaica e uma pequena comunidade hindu. As zonas urbanizadas situam-se no istmo e em parte no chamado Campo Exterior, na parte mais continental, a oeste do istmo. O centro urbano e os bairros mais antigos situam-se perto do porto e na encosta do Monte Hacho, que domina a cidade.
Graças à sua situação estratégica, o porto de Ceuta tem um importante papel na passagem do Estreito, assim como nas comunicações entre o Mar Mediterrâneo e o Oceano Atlântico. Devido ao relevo acidentado e à escassez de água, energia e matérias primas, tanto o setor primário, à exceção das pescas, como o secundário, têm pouco peso na economia local e até mesmo o setor da construção está muito restringido devido à escassez de solo. O estatuto de zona franca e uma série de vantagens fiscais favorecem um intenso comércio. Em 2010 o Produto Interno Bruto de Ceuta foi 1 521,624 milhões de euros.
O território foi constituído cidade autónoma em 1995, apesar de a constituição espanhola de 1978 reconhecer o direito a constituir-se como comunidade autónoma. Desde 2004, está em preparação um novo estatuto de autonomia que converteria Ceuta numa comunidade autónoma. Não obstante, no que diz respeito ao ensino superior, ainda depende da Universidade de Granada e judicialmente está adstrita ao Tribunal Superior de Justiça da Andaluzia, Ceuta e Melilla, com sede em Granada.

## Etimologia
A origem do nome remonta à designação dada pelos romanos aos sete montes da região (em latim: Septem Fratres; "sete irmãos"). Septem foi deformado sucessivamente para Sept, Cepta e Seuta.
Os geógrafos e historiadores da Antiguidade não citam o topónimo da localidade, mas um deles, Pompónio Mela, relatava as peculiaridades orográficas do ocidente de Almina, com os seus sete pequenos montes simétricos a que chamou de "Sete Irmãos". Pela sua semelhança fonética pensa-se que Ceuta derivou de Septem, arabizado como Sebta.

## História

### Pré-história e Antiguidade

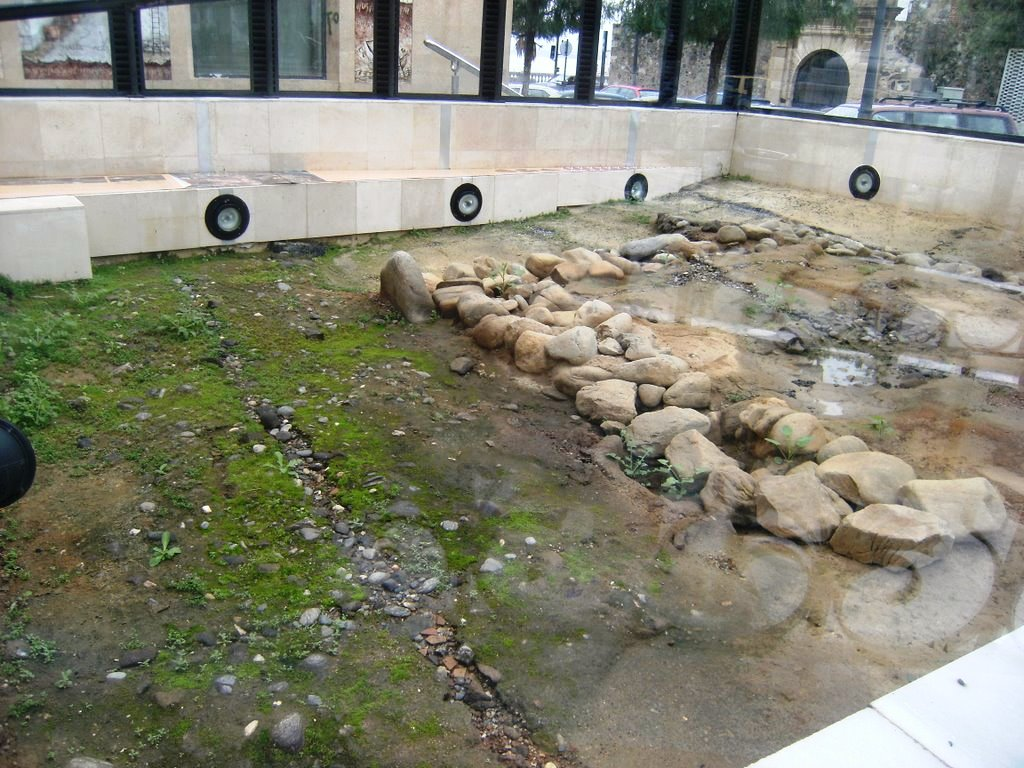
Vestígios arqueológicos fenícios junto à fachada da catedral

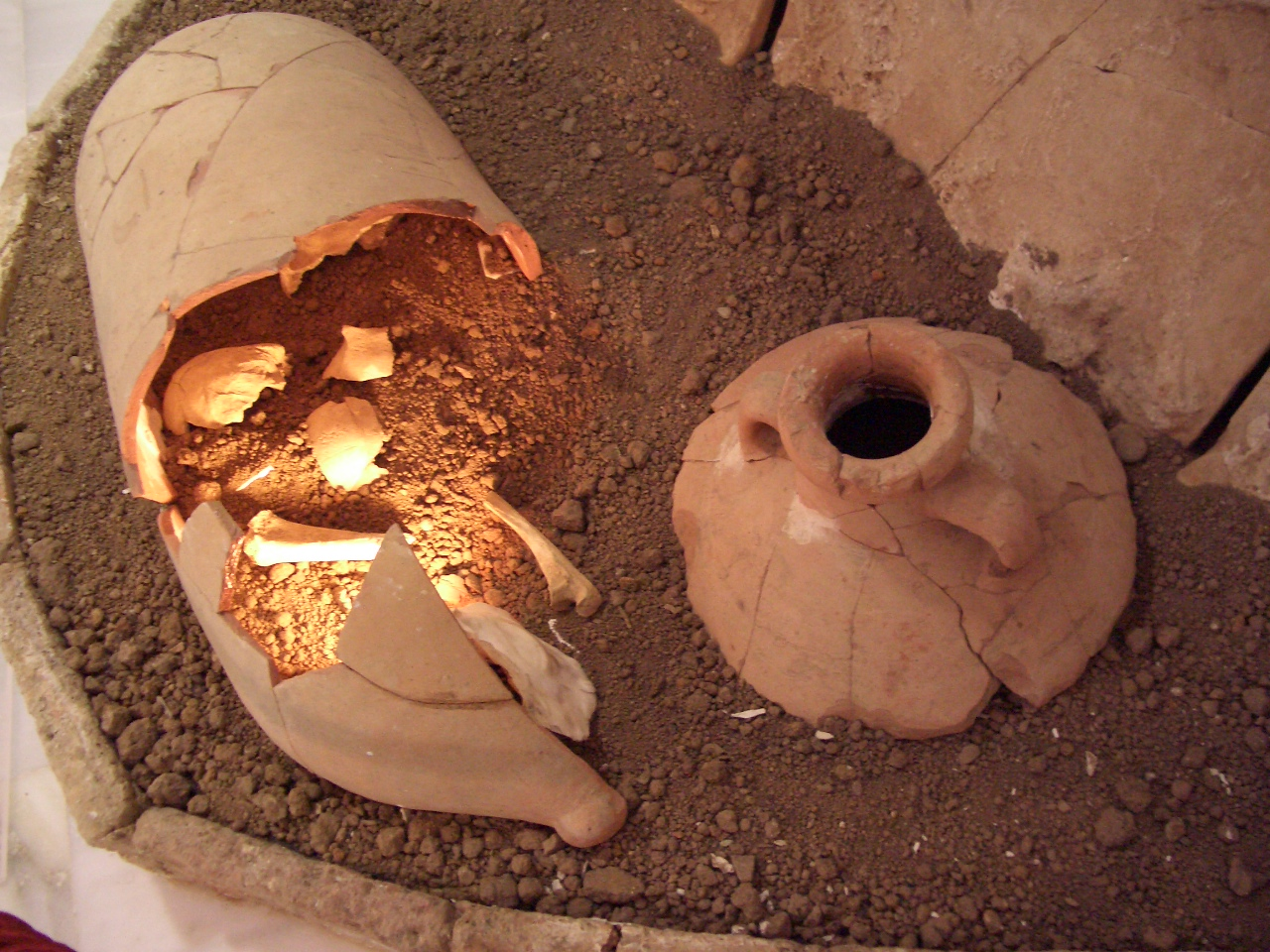
Restos da basílica paleocristã de Ceuta

Os primeiros vestígios de ocupação humana remontam a 250 000 a.C. No século VII a.C. os fenícios fundam a cidade de Abila no promontório onde atualmente se situa a catedral. Abyla é posteriormente ocupada por gregos da Fócida, que a rebatizaram de Hepta Adelfos.
Em 319 a.C., Cartago conquista a cidade, que passa a ser um domínio púnico. Em 201 a.C., na sequência da rendição de Cartago no fim da Segunda Guerra Púnica, a cidade é cedida ao Reino da Numídia. Em 47 a.C. passa a fazer parte da Mauritânia. Este reino foi anexado no Império Romano em 40 d.C. pelo imperador Calígula e Ceuta passa a fazer parte da província romana da Mauritânia. Quando Cláudio (r. 41–54) dividiu essa província em duas, a cidade passou a integrar a Mauritânia Tingitana.

### Idade Média
Após quatro séculos de domínio romano, Ceuta é tomada em 429 pelos vândalos comandados pelo seu rei Genserico. Em 534 o general do Império Bizantino Belisário reconquista Septem, durante as campanhas norte-africanas da Recuperatio Imperii empreendidas pelo imperador Justiniano. A cidade serve de base para a organização da conquista das costas de Malaca (Málaga) e do que veio a ser a província bizantina da Espânia. A domínio bizantino seria breve, caindo a cidade em mãos dos Visigodos após a retirada dos bizantinos.
Em 709 a cidade é conquistada pelo califado omíada, devido a conflitos internos entre os visigodos. Segundo algumas lendas, a queda da cidade deveu-se à sublevação do Conde Julião, uma figura de origem obscura que era governador da cidade quando a cidade foi conquistada pelos omíadas comandados por Muça ibne Noçáir e Tárique, com os quais teria chegado a acordo para se render.
Em 788 dá-se a invasão pelo emirado Idríssida. Em 931, o califa omíada Abderramão III conquista Ceuta para o Califado de Córdova. Algumas décadas depois sofreu a divisão do Califado em reinos de taifas, e em 1024 encontrava-se sob o domínio da Taifa de Málaga.
Em 1061, o líder Sucute, o Barguata proclamou o estado independente da Taifa de Ceuta, que é conquistada em 1084 pelos Almorávidas comandados por Iúçufe ibne Taxufine. Em 1147 a cidade passa para o Califado Almóada. No mesmo ano ocorre o martírio de São Daniel e dos seus companheiros.

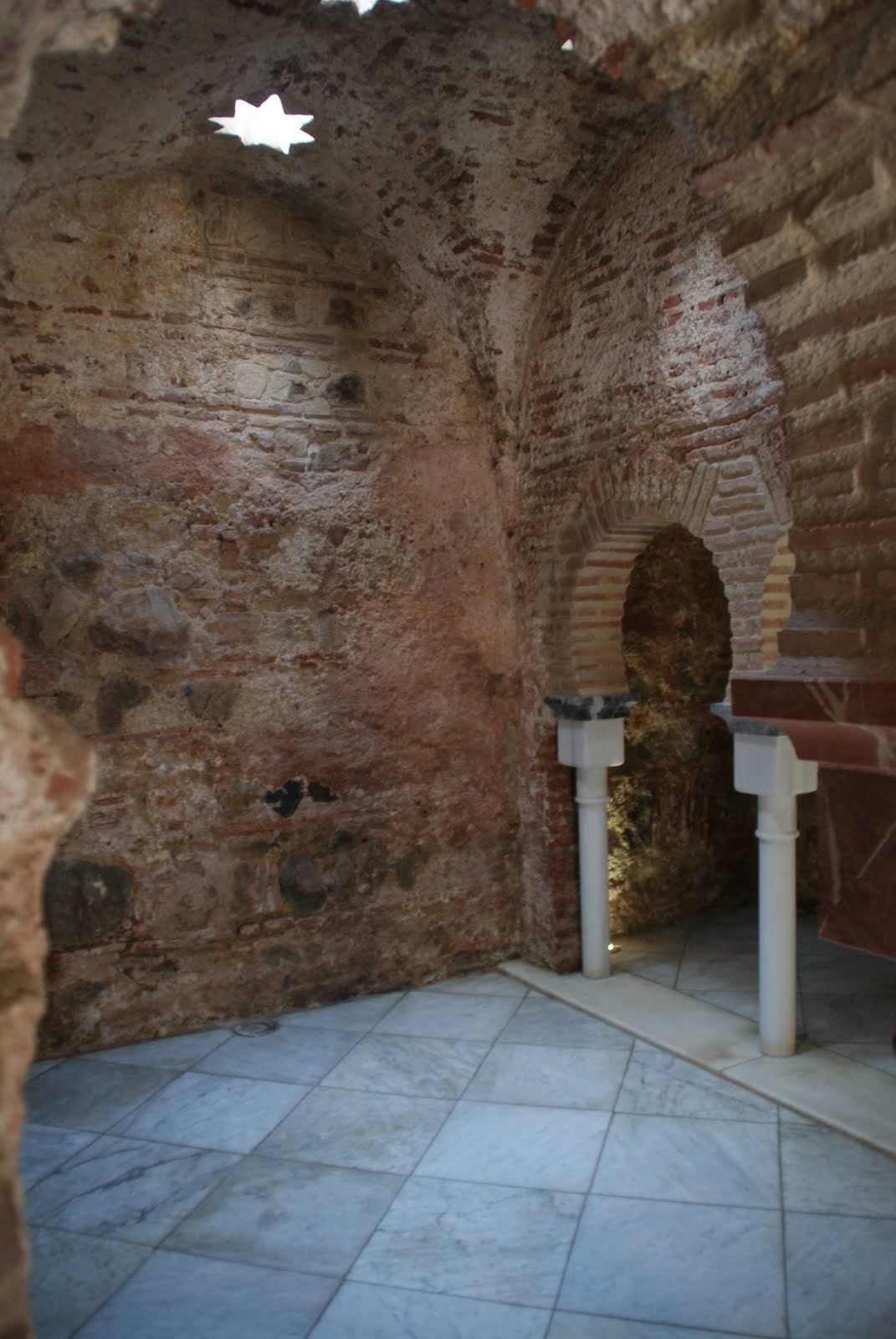
Interior dos banhos árabes, na Praça da Paz

Em 1232 Ceuta é conquistada pela Taifa de Múrcia, mas logo no ano seguinte a cidade tornou-se independente. A independência terminou em 1236, com a ocupação dos Merínidas. Em 1242 foi tomada pelos Haféssidas. Em 1249 Ceuta passa a ser governada pelos azáfidas.
Segundo o Tratado de Monteagudo, assinado em 1291 entre os reinos de Castela e Aragão, a cidade ficou na zona de influência de Castela. Em 1305, fazendo então parte do Reino Nacérida de Granada, Ceuta entra no jogo da política mediterrânica de Castela.
No entanto, em 1309 é conquistada novamente pelos Merínidas com apoio de Aragão. Nos anos seguintes, os Merínidas enfrentam vários ataques à cidade lançados pelo reino de Granada. Em 1310, os azáfidas voltam a tomar o controlo, que perderiam novamente em 1314 para os Merínidas. Os azáfidas voltam a recapturá-la em 1315. Em 1327 ocorre nova reconquista por parte dos Merínidas. Cerca de 1384 o reino de Granada volta a tomar a cidade, que é cercada pelos Merínidas, que logram retomá-la em 1386.
Apesar de todas as peripécias militares a que esteve sujeita ao longo da Idade Média, Ceuta era uma das cidades mais importantes do Ocidente muçulmano, estimando-se que tivesse chegado a ter cerca de 30 000 habitantes, superando assim cidades como Valência, Málaga, Jerez, Saragoça, Maiorca, Almeria ou inclusivamente Granada antes do período nacérida, o que é de certa forma notável devido à escassez de água. Essa escassez não parece ter condicionado o desenvolvimento da cidade, devido aos ceutenses se terem tornado mestres no seu aproveitamento. O autor muçulmano Alançari relatava no início do século XV que existiram 25 fontes públicas em Ceuta e se bem que algumas fossem naturais, os historiadores acreditam que a maior parte tivessem que ser artificiais. O geógrafo andalusino do século XI Albacri menciona a existência de um aqueduto, que segundo a tradição local teria sido construído pelo Conde Julião no século VIII.

### Da conquista portuguesa (1415) aoséculo XIX

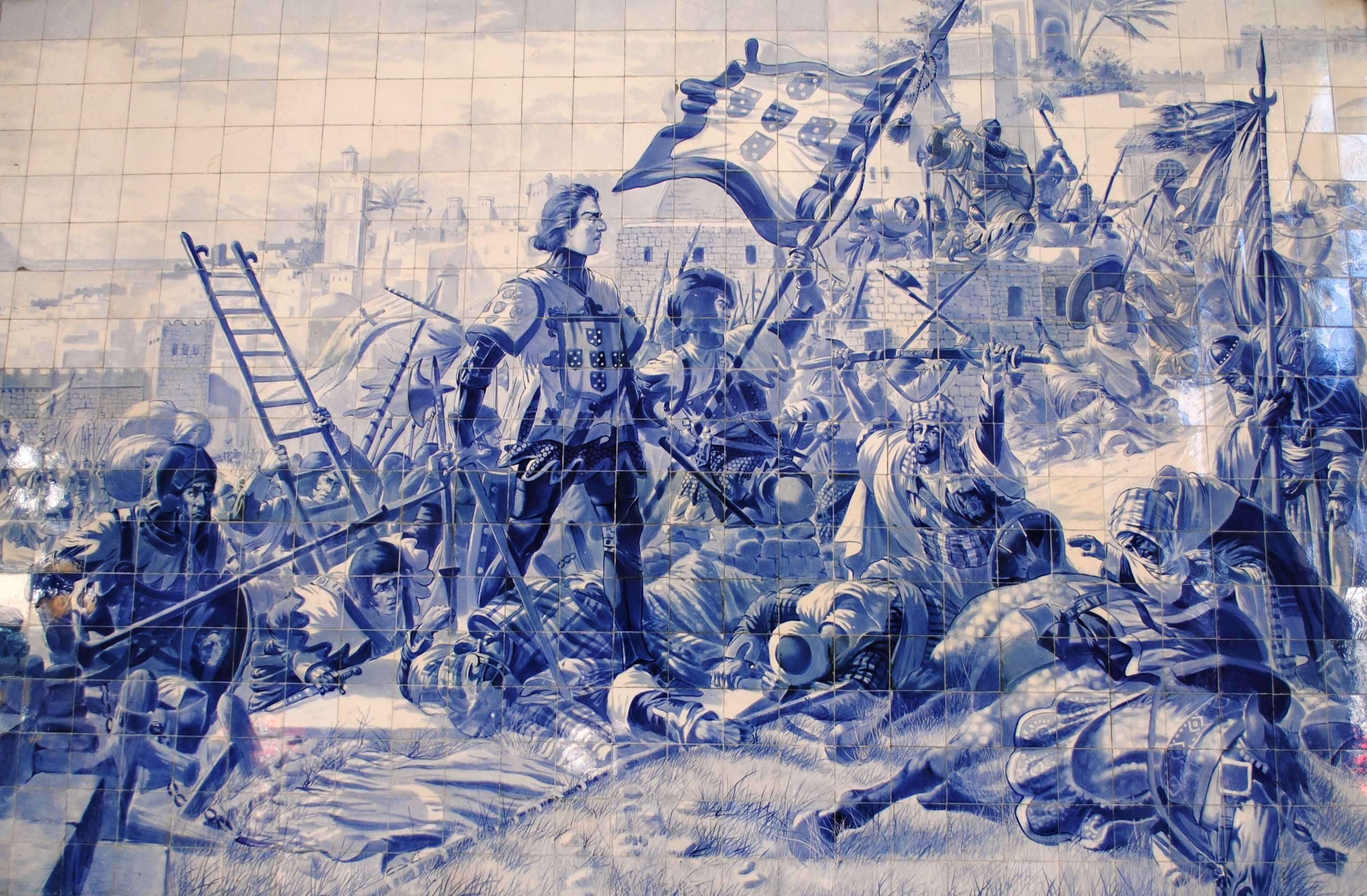
A conquista portuguesa de Ceuta representada em azulejos na Estação de São Bento, Porto

A 21 de agosto de 1415 tropas portuguesas comandadas pelo rei D. João I acompanhado pelos seus filhos Duarte, Pedro e Henrique desembarcaram no que são atualmente as praias de Santo Amaro e conquistam a cidade para Portugal. Diante das disputas de vários capitães para ficarem com o governo da cidade depois da conquista, Pedro de Meneses apresentou-se ao rei com um pau chamado "aleo", usado num jogo popular na época, e quando D. João lhe perguntou se era suficientemente forte para tomar a seu cargo a responsabilidade do governo de Ceuta terá respondido: «Senhor, este pau basta-me para defender Ceuta de todos os seus inimigos». Pedro de Meneses foi então nomeado primeiro governador e capitão-geral de Ceuta. O pau (Aleo) ainda hoje se encontra no santuário de Nossa Senhora de África e passou de mão em mão por todos os governadores que estiveram no comando da praça jurando defender a cidade tal como o fez Pedro de Meneses.
Num tratado assinado com o rei de Fez, este reconheceu Ceuta como portuguesa. No mundo cristão, a cidade foi reconhecida como possessão portuguesa nos tratados das Alcáçovas (1479) e de Tordesilhas (1494).
| “ | Ceuta, cidade no estreito Hercúleo, em frente de Gibraltar, foi uma das principais cidades no tempo dos mouros, tanto em edifícios como em riqueza de mercadorias, que daqui partiam para toda a terra do Sertão. E estava em tanta prosperidade que quantos navios passassem pelo dito estreito, quer do Levante quer do Poente, tinham que amainar as velas, porque toda a nau que isto não fizesse, as galés dos mouros as seguiam e as tomavam. | ” |
|   | — Descrição de Ceuta no início do século XVI por Valentim Fernandes, 1507. |   |

Ceuta tornou-se diocese em 1417 por bula do Papa Martinho V. A partir de 1645 a diocese de Ceuta deixou de pertencer a Portugal, e passou a ser espanhola.

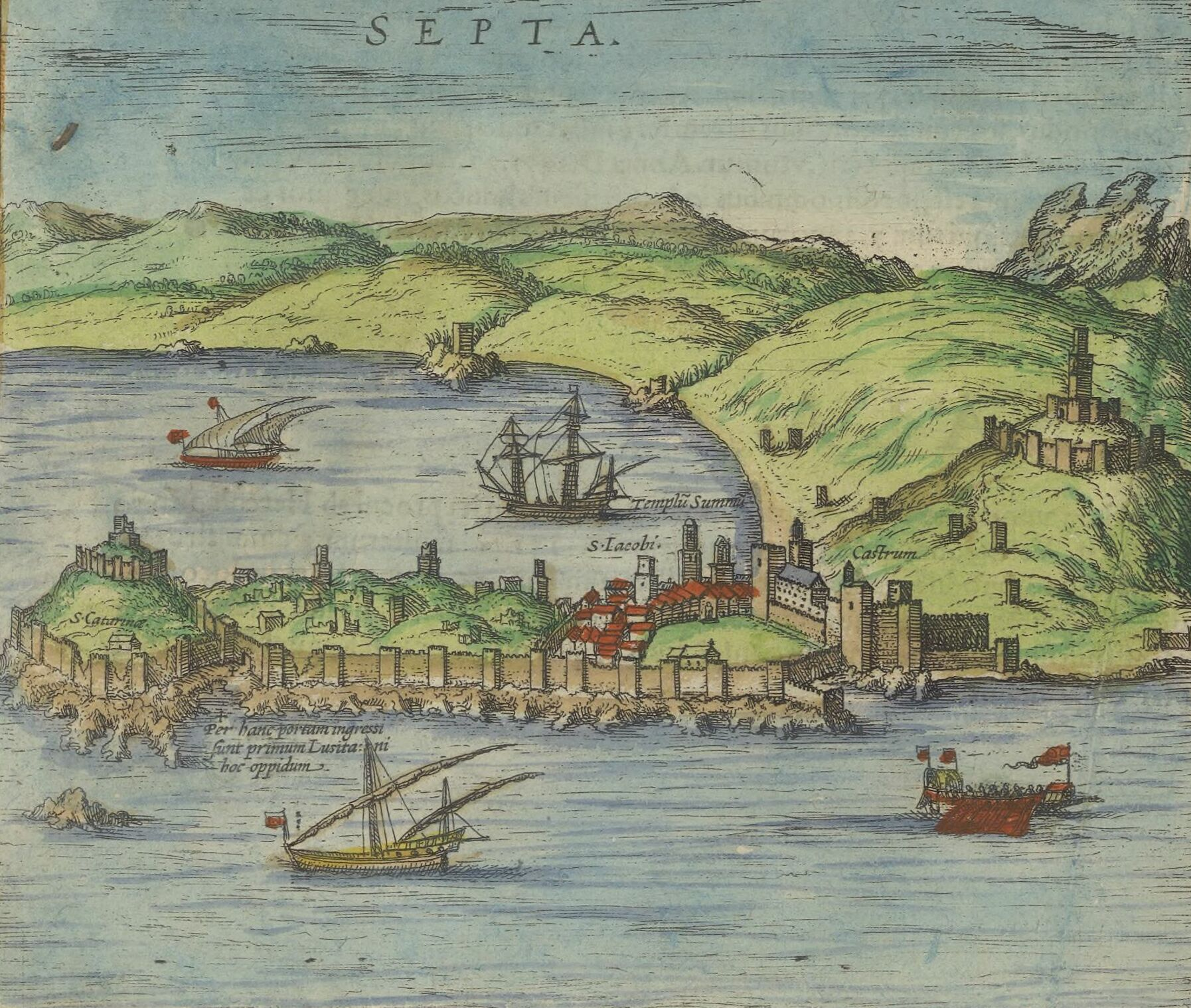
Gravura de "Septa" na obra “Civitates Orbis Terrarum”, de Braun e Hogenberg, 1572

No contexto da Dinastia Filipina, que se seguiu à morte de D. Sebastião em 1580, Ceuta manteve a administração portuguesa, tal como Tânger e Mazagão. Todavia, quando da Restauração Portuguesa em 1640 não aclamou o Duque de Bragança como rei de Portugal, ficando sob domínio espanhol. A situação foi oficializada em 1668 com o Tratado de Lisboa, assinado entre os dois países e que pôs fim à guerra da Restauração, no entanto, a cidade decidiu manter a sua bandeira que é composta por gomos brancos e pretos, à semelhança da bandeira da cidade de Lisboa, ostentando ao centro o escudo português.
A cidade é cercada entre 1694 e 1724 pelo sultão alauita Mulei Ismail. Em 1704, apesar de cercada por terra, resiste aos ataques da armada inglesa que tomou Gibraltar. Os marroquinos atacaram por terra, ao mesmo tempo que uma frota anglo-holandesa bombardeia a cidade e tenta um desembarque. Em 1721, Mulei Ismail aproveitou o caos que se vivia em Espanha para desalojar os espanhóis da costa marroquina, tomando São Miguel de Ultramar (Mamora) e Larache, mas não logrou apoderar-se de Ceuta. Após a morte de Mulei Ismail ainda houve cercos marroquinos à cidade entre 1725 e 1728, em 1732, 1757 e 1790-1791.
Em 1812 a Junta da Cidade é convertida num ayuntamiento constitucional. Em 1859–1860 assiste-se à chamada Guerra de África, durante a qual os limites da cidade são expandidos.

### Século XX até à atualidade

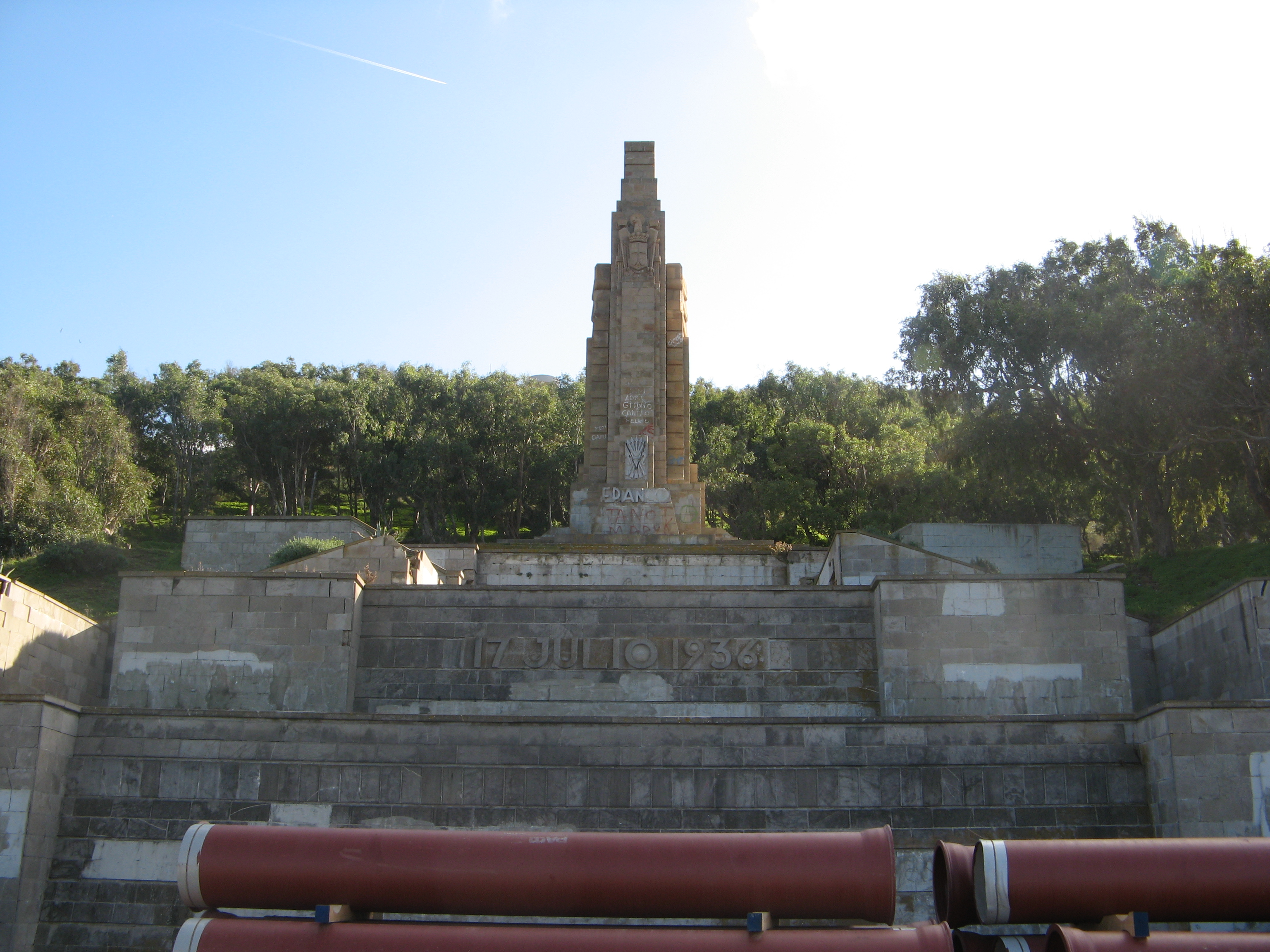
O monumento comemorativo do "Juramento de Llano Amarillo" (ver "Monumento do Llano Amarillo")

Em 1912 é instaurado o Protetorado Espanhol em Marrocos.
A Guerra Civil Espanhola chegou a Ceuta logo no seu primeiro dia. A sublevação foi levada a cabo na cidade na madrugada de 17 para 18 de julho de 1936 por tropas do tenente-coronel Juan Yagüe e não encontrou grande resistência. Militares leais ao governo e personalidades da Frente Popular, como Antonio López Sánchez-Prado, foram posteriormente fuzilados depois de terem sido submetidos a simulacros de julgamentos. Ceuta teve grande importância durante os primeiros meses do conflito como ponto de passagem do Exército do Norte de África na ocupação da Espanha peninsular.
Em 1956 dá-se a independência de Marrocos e, consequentemente, o fim do protetorado. Ceuta serve de base para a retirada das tropas dos territórios emancipados.
Em 1978 a nova constituição espanhola, como outras anteriores, reconhece Ceuta como território integrante da nação espanhola, integrando-a no novo modelo de organização territorial, com a previsão da possibilidade de constituir-se em comunidade autónoma. Em 1995 é promulgado o Estatuto de Autonomia da cidade, que juntamente com Melilla passa a ter o estatuto de cidade autónoma, tornando Ceuta independente da província de Cádis.
Depois de 80 anos sem ser visitada por qualquer monarca espanhol, os reis espanhóis Juan Carlos e Sofia fizeram uma visita oficial a Ceuta a 5 de novembro de 2007.

## Geografia
O território tem 18,5 km² de área e 28 km de perímetro (20 km de costa e 8 km de fronteira terrestre).

### Localização

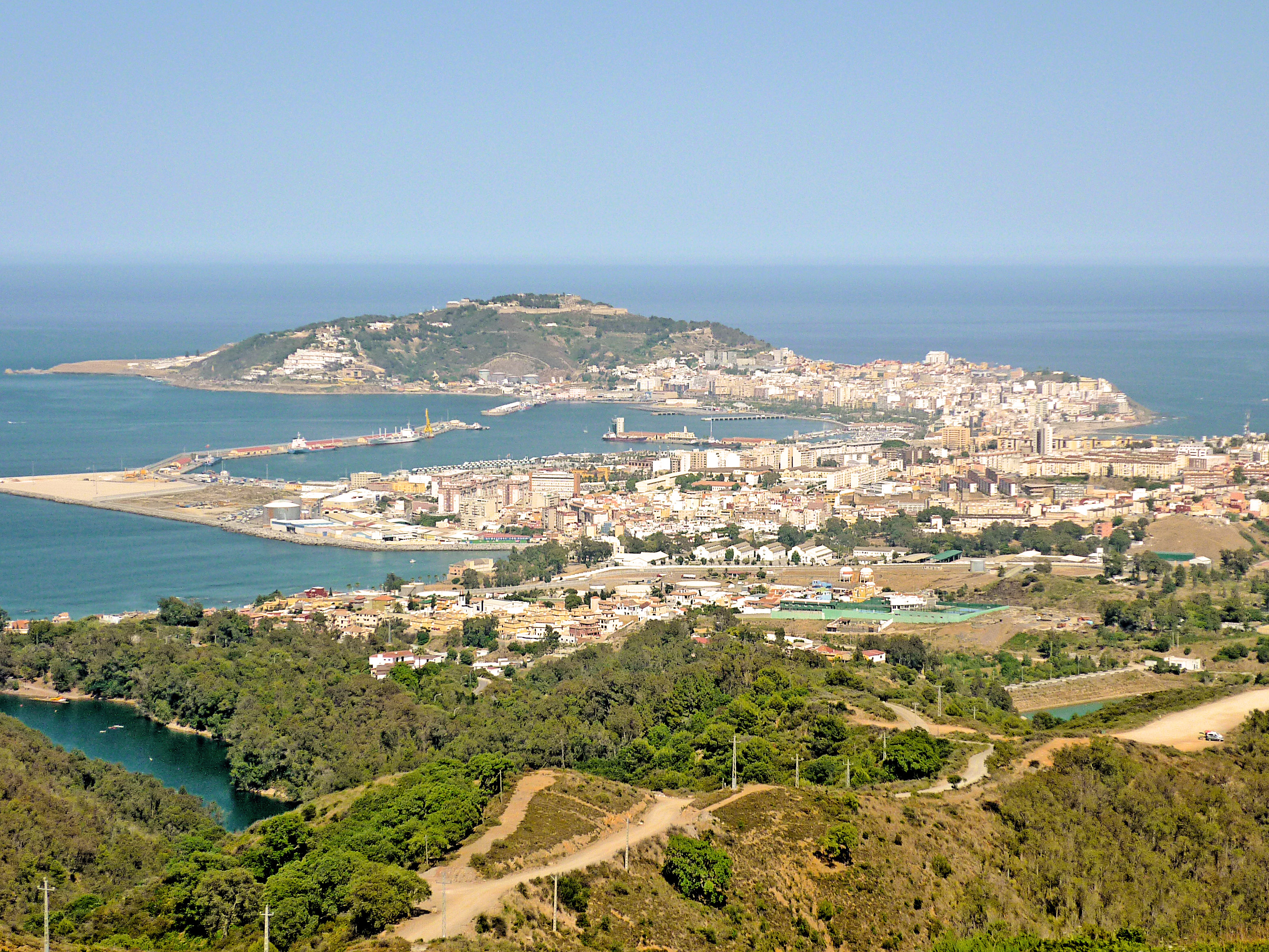
Ceuta vista desde o miradouro de Isabel II

| Localização de Ceuta  |                       |                       |
| Estreito de Gibraltar | Estreito de Gibraltar | Estreito de Gibraltar |
| Marrocos              |                       | Mar Mediterrâneo      |
| Marrocos (Fnideq)     | Mar Mediterrâneo      | Mar Mediterrâneo      |

### Relevo

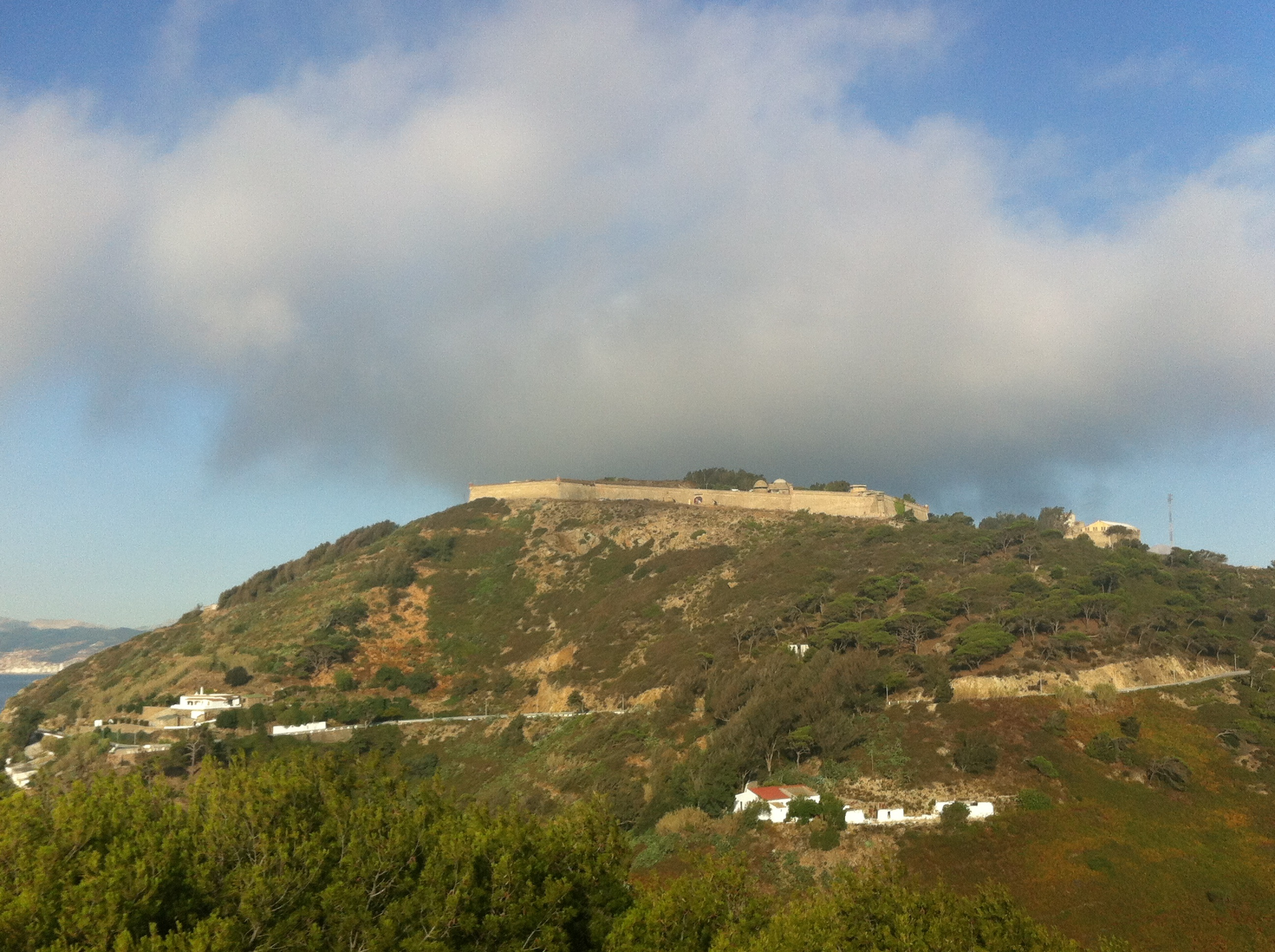
Monte Hacho

A morfologia do terreno de Ceuta deve-se à orogenia alpina, que fracionou esta terra até à grande plataforma do Saara. O seu principal acidente orográfico da cidade é o Monte Hacho, formado por um anticlinal e com 204 m de altura, embora no interior o ponto mais alto se situe a 345 m. O resto do território é constituído por um istmo que une aquele monte com o continente africano e com a ilhota de Santa Catarina (Santa Catalina).
O istmo é constituído por terreno metamórfico de composição geológica complexa, com cinco áreas distintas, cujo elemento principal é a serra de Anyera, que corre paralela à costa e que nos arredores da cidade é chamada de "Mulher Morta" (Mujer Muerta) ou, em árabe, Jbel Musa (ou Djebel Moussa) e em berbere Adrar Musa (851 m).
Tradicionalmente considerada a divisória entre as águas do Mediterrâneo e do Atlântico, Ceuta está rodeada por mar, que forma duas baías, uma a norte, virada para a Península Ibérica, e outra a sul, virada para Marrocos.
Os xistos e ardósias impermeáveis que constituem o terreno da península ceutense dificultam a formação de bolsas de água no subsolo. Apesar disso, constata-se que ao longo da história existiram fontes, embora todas elas situadas no Campo Exterior, como a da Teja, o ribeiro das Bombas, a fonte do Raio, etc.

### Clima
O clima é do tipo mediterrânico, caracterizado por temperaturas amenas e precipitação irregular e matizado principalmente por dois fatores: o relevo e o mar que a rodeiam. O relevo, representado pelo Jbel Musa, atua como uma cortina ante os ventos atlânticos carregados de humidade, e a influência marítima faz com que as temperaturas sejam amenas, tanto no verão como no inverno. A média anual não ultrapassa os 16,6°C. As temperaturas máximas absolutas registam-se em julho, enquanto as mínimas ocorrem em janeiro ou fevereiro, sendo comum que desçam a 3 °C.
A diferença de temperatura entre as águas que separam o Estreito e os ventos carregados de humidade procedentes do Atlântico fazem com que a chuva seja abundante, ultrapassando os 800 mm anuais. O regime de precipitações é muito irregular, com um máximo no inverno e grande aridez entre os meses de maio e setembro. A humidade relativa também é elevada, sendo a média anual 84%.
| Dados climatológicos para Ceuta            | Dados climatológicos para Ceuta | Dados climatológicos para Ceuta | Dados climatológicos para Ceuta | Dados climatológicos para Ceuta | Dados climatológicos para Ceuta | Dados climatológicos para Ceuta | Dados climatológicos para Ceuta | Dados climatológicos para Ceuta | Dados climatológicos para Ceuta | Dados climatológicos para Ceuta | Dados climatológicos para Ceuta | Dados climatológicos para Ceuta | Dados climatológicos para Ceuta |
| Mês                                        | Jan                             | Fev                             | Mar                             | Abr                             | Mai                             | Jun                             | Jul                             | Ago                             | Set                             | Out                             | Nov                             | Dez                             | Ano                             |
| ------------------------------------------ | ------------------------------- | ------------------------------- | ------------------------------- | ------------------------------- | ------------------------------- | ------------------------------- | ------------------------------- | ------------------------------- | ------------------------------- | ------------------------------- | ------------------------------- | ------------------------------- | ------------------------------- |
| Temperatura máxima média (°C)              | 16,1                            | 16,7                            | 17,8                            | 18,9                            | 21,7                            | 24,4                            | 27,2                            | 27,8                            | 26,1                            | 21,7                            | 18,9                            | 16,7                            | 21,2                            |
| Temperatura mínima média (°C)              | 11,1                            | 11,1                            | 12,2                            | 13,3                            | 15,6                            | 17,8                            | 20,0                            | 20,6                            | 20,0                            | 16,7                            | 13,9                            | 12,2                            | 15,4                            |
| Chuva (mm)                                 | 121,9                           | 106,7                           | 106,7                           | 66,0                            | 38,1                            | 10,2                            | 0                               | 2,5                             | 25,4                            | 76,2                            | 149,9                           | 132,1                           | 835,7                           |
| Fonte: The Weather Channel , julho de 2012 |                                 |                                 |                                 |                                 |                                 |                                 |                                 |                                 |                                 |                                 |                                 |                                 |                                 |

### Flora e fauna
Flora

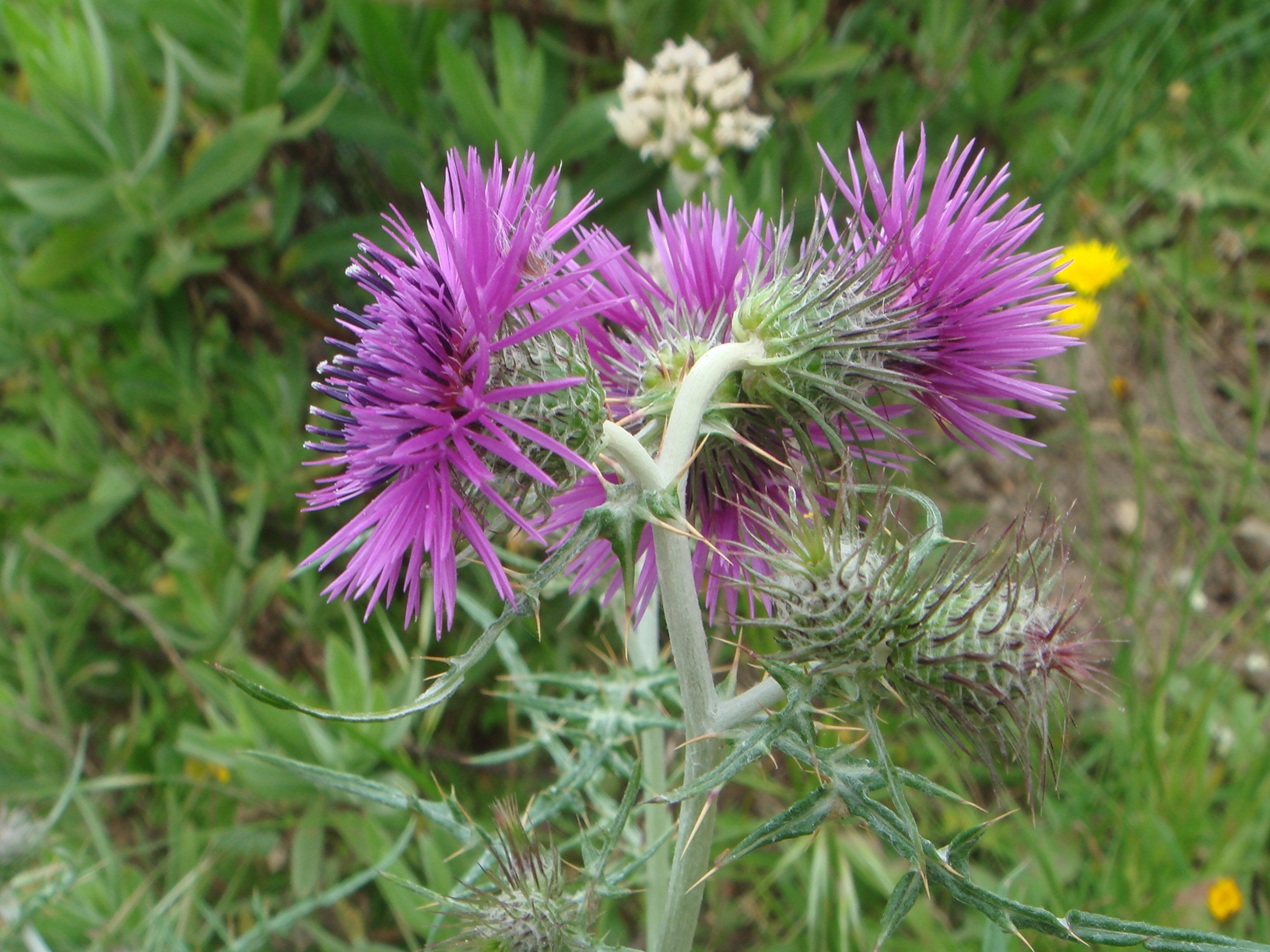
em Ceuta

A vegetação sofreu impactos negativos derivados das necessidades defensivas da povoação, que obrigava a manter o Campo Exterior despojado. Durante muitas épocas da história, foram levados a cabo desmatamentos sistemáticos nas vizinhanças do recinto muralhado. A necessidade de solo urbanizável também provocou a perda de espaços vegetais.
A espécie arbórea característica da região era o sobreiro, ainda visível em Benzú. Contudo, o processo de degradação devido à ação humana fez com que os bosques secundários sejam constituídos por pinheiros e eucaliptos, fruto de sucessivas reflorestações. A primeira reflorestação com pinheiros foi feita nas proximidades da ermida de Santo António. O choupo foi a árvore mais corrente nos séculos XVIII e XIX, sendo substituído no presente pela acácia, dracena, dragoeiro e algumas espécies americanas e asiáticas plantadas no primeiro quartel do século XX, como a  figueira-benjamim (Ficus benjamina).
Outras espécies características da paisagem da região são o palmito (Chamaerops humilis), a figueira-da-índia (Opuntia ficus-indica) e outras próprias do matagal mediterrânico.
Fauna

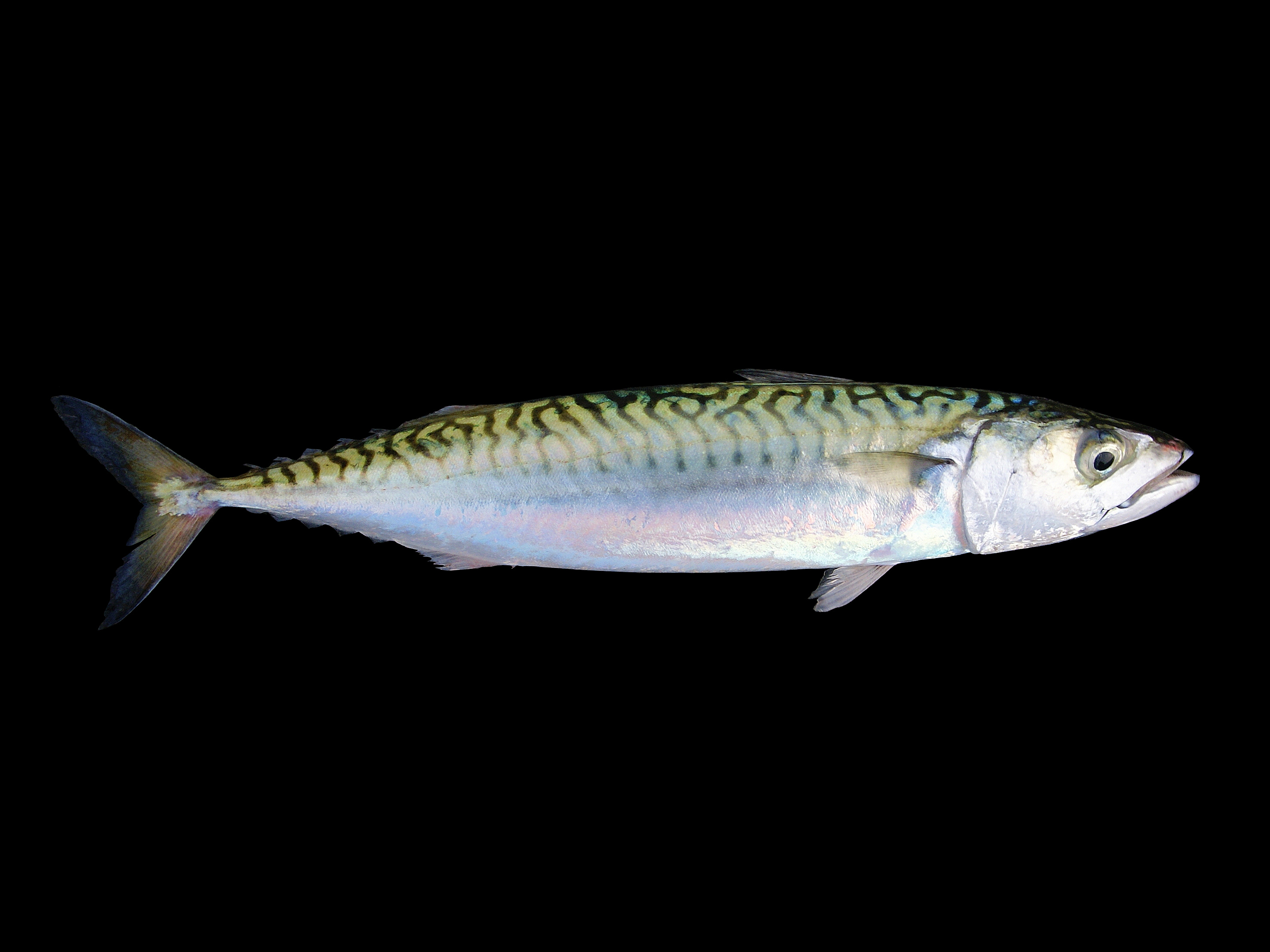
A cavala, um dos símbolos de Ceuta; os ceutenses são conhecidos popularmente como caballas (cavalas), principalmente nas regiões próximas do outro lado do estreito, como La Línea de la Concepción, Algeciras e Estepona

As fontes clássicas mencionam a existência de elefantes e grandes felinos que, juntamente como as gazelas, chacais e o macaco-de-gibraltar (ou da Berbéria) — estes dois últimos ainda presentes nas proximidades — constituíam as espécies de mamíferos mais característicos da área. Atualmente essa fauna desapareceu por completo, mas ainda estão presentes outras espécies, como o porco-espinho (Hystrix cristata), a tartaruga-grega (Testudo graeca; em espanhol: tartaruga moura), a raposa ou o javali.
Os céus são frequentados por muitos milhares de aves, que os cruzam nas suas migrações periódicas. O meio marinho, ainda que também afetado pela ação do homem, exibe ainda uma grande riqueza de espécies, a qual é comprovada tanto cientificamente como percorrendo a lota e os mercados.

### Demografia e línguas
Segundo dados oficiais de janeiro de 2011, o território de Ceuta tinha 82 376 habitantes. A maioria da população é composta sobretudo de cristãos de origem ibérica, havendo também habitantes de origem magrebina que são muçulmanos, uma comunidade judaica e uma pequena minoria de hindus.
O idioma oficial e mais usado é o castelhano, mas a população muçulmana também fala árabe, numa variante exclusivamente oral denominada dariŷa (árabe marroquino), a qual não é reconhecida oficialmente.
| Gráfico da evolução da população de Ceuta entre 1877 e 2011 |
| ----------------------------------------------------------- |
|                                                             |

## Política e administração pública

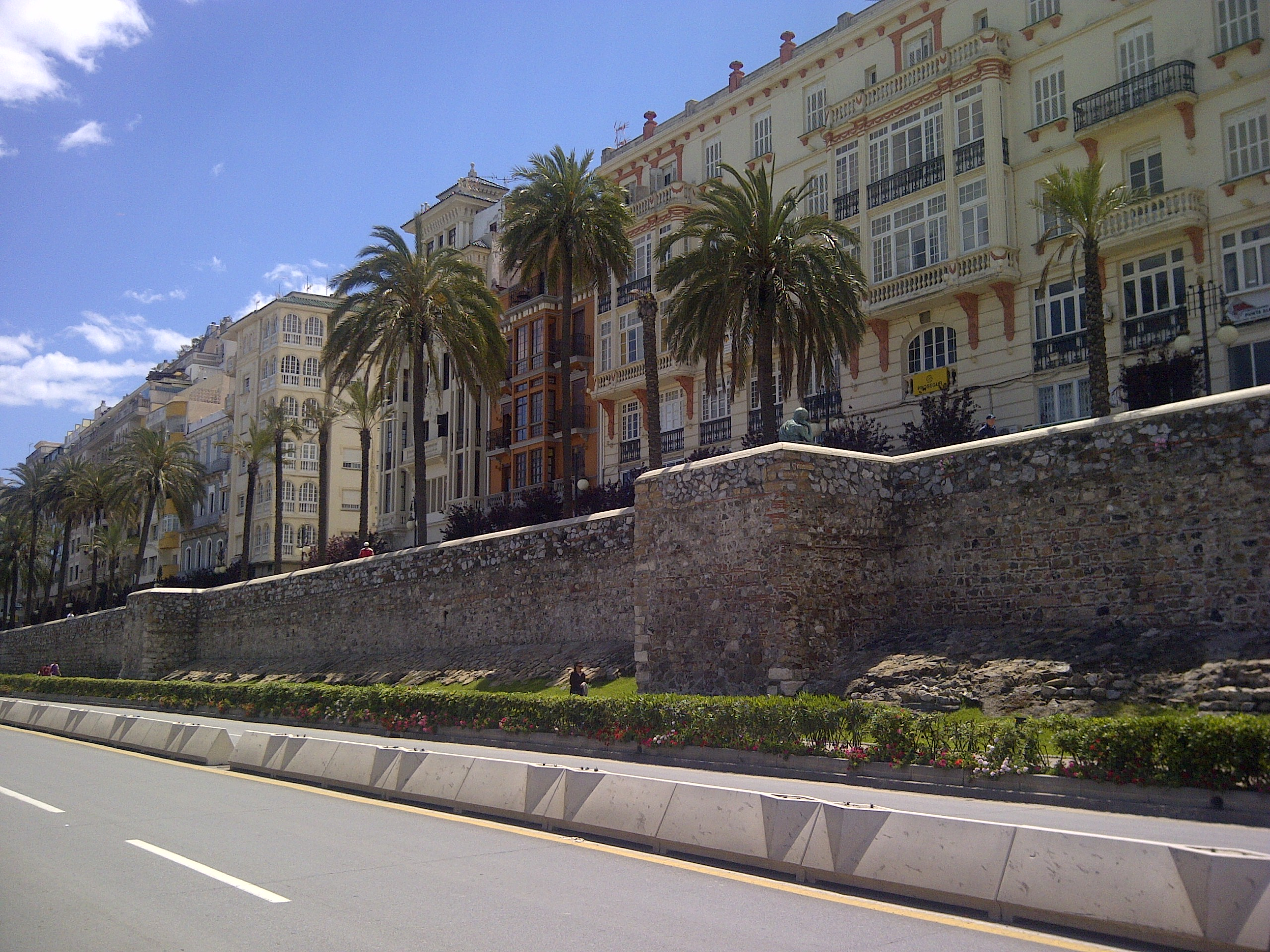
A Rua da Companía del Mar (em baixo) e o Passeio das Palmeiras (em cima)

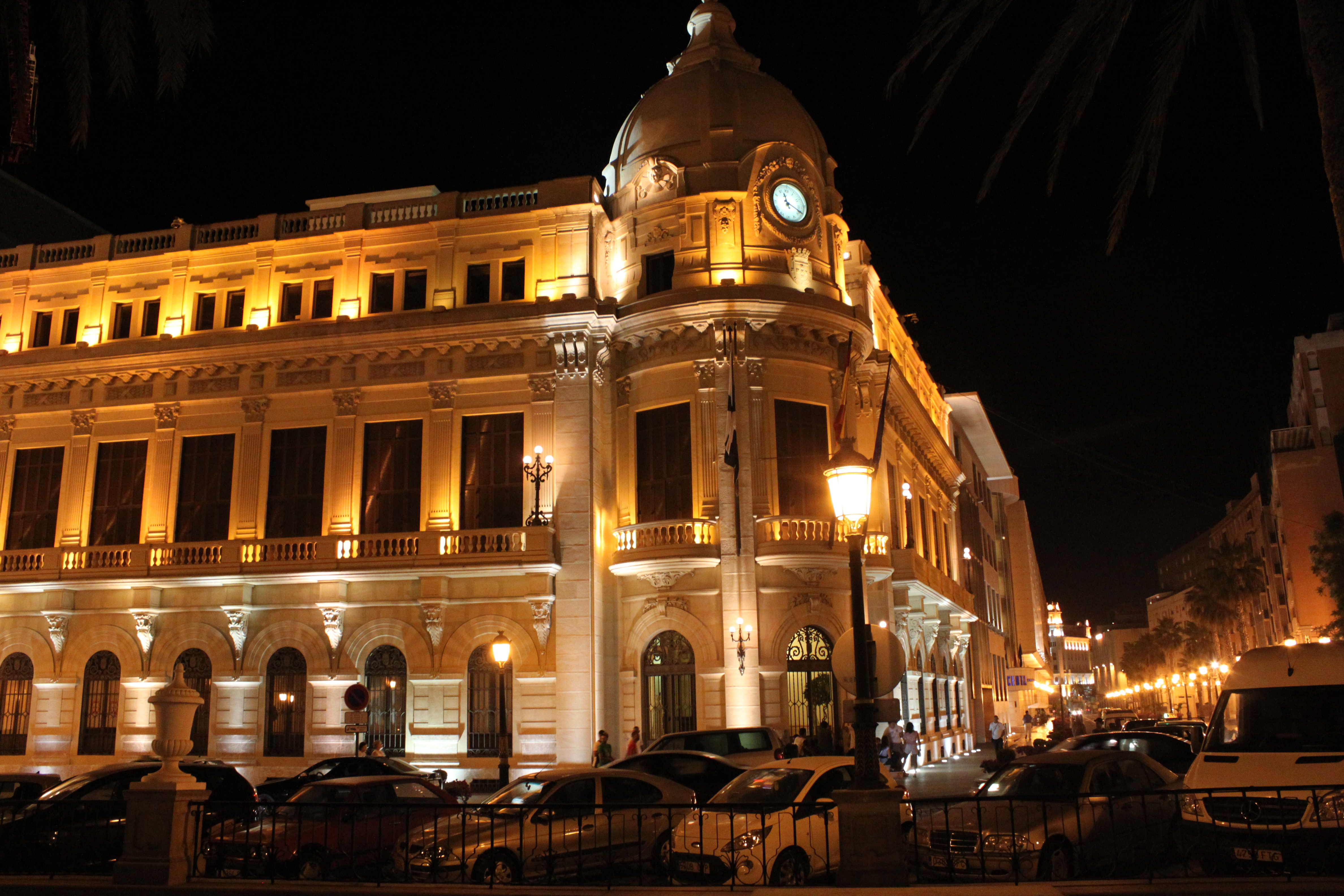
Vista noturna do ayuntamiento de Ceuta

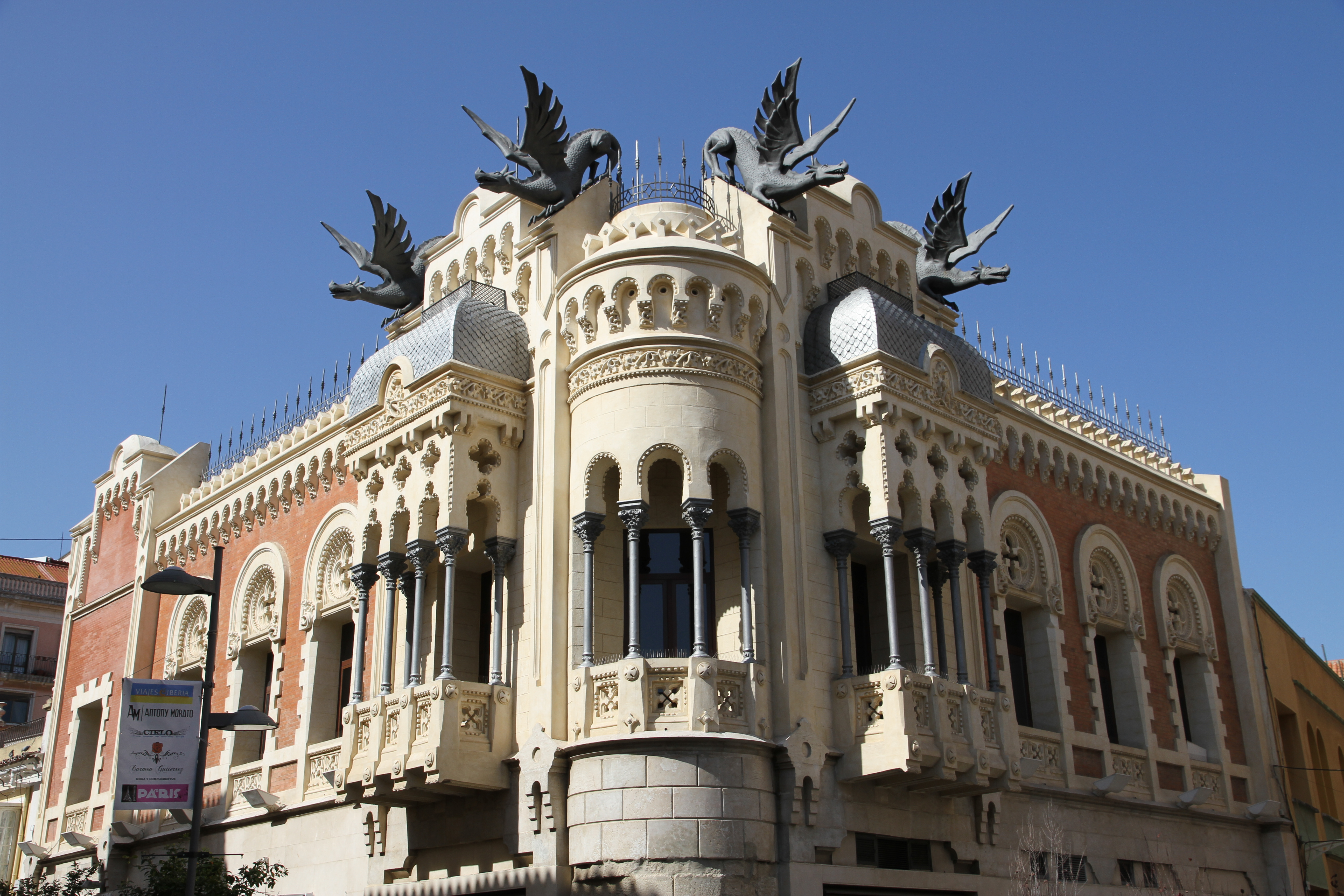
Casa dos Dragões

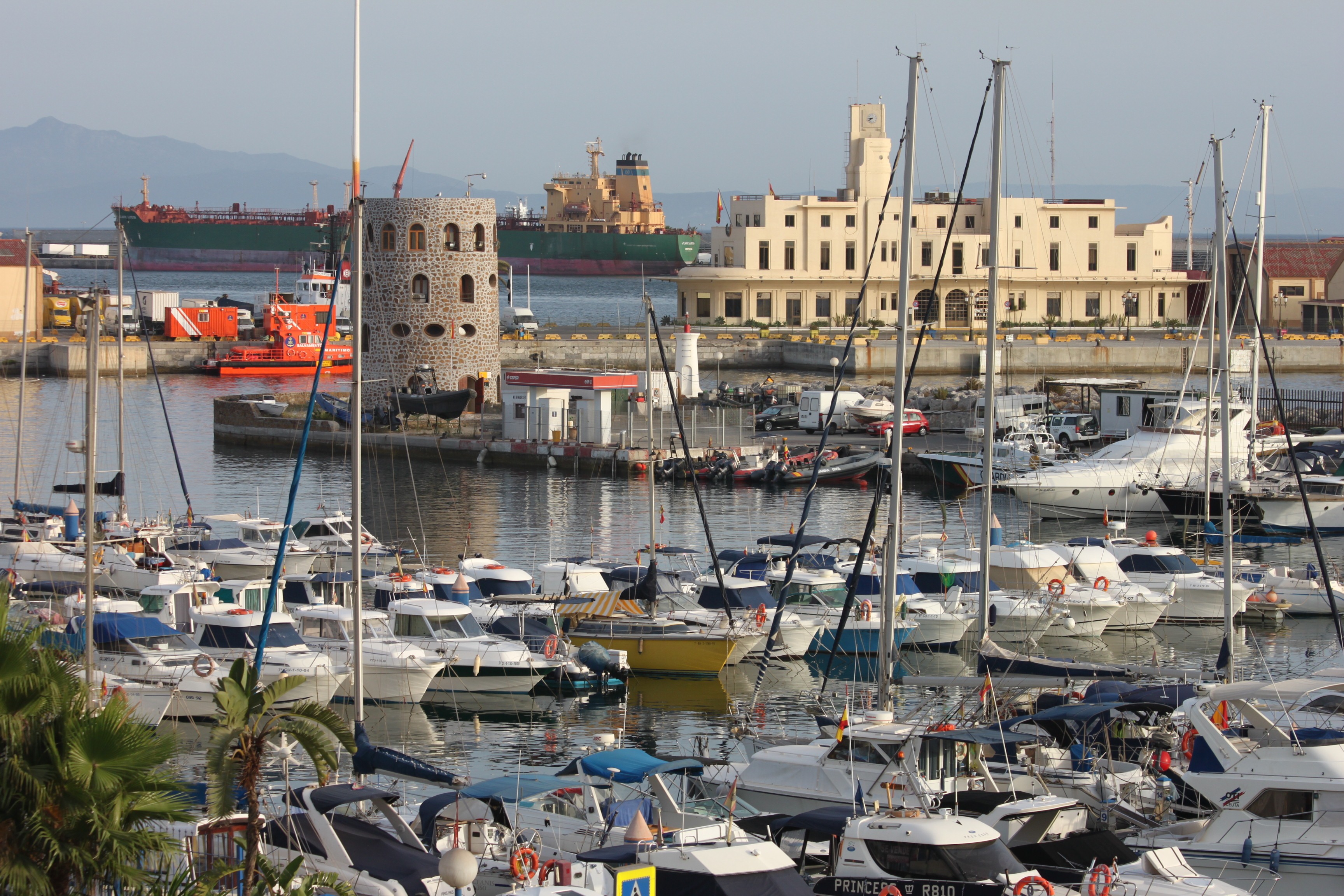
Club Náutico e sede da Autoridade Portuária

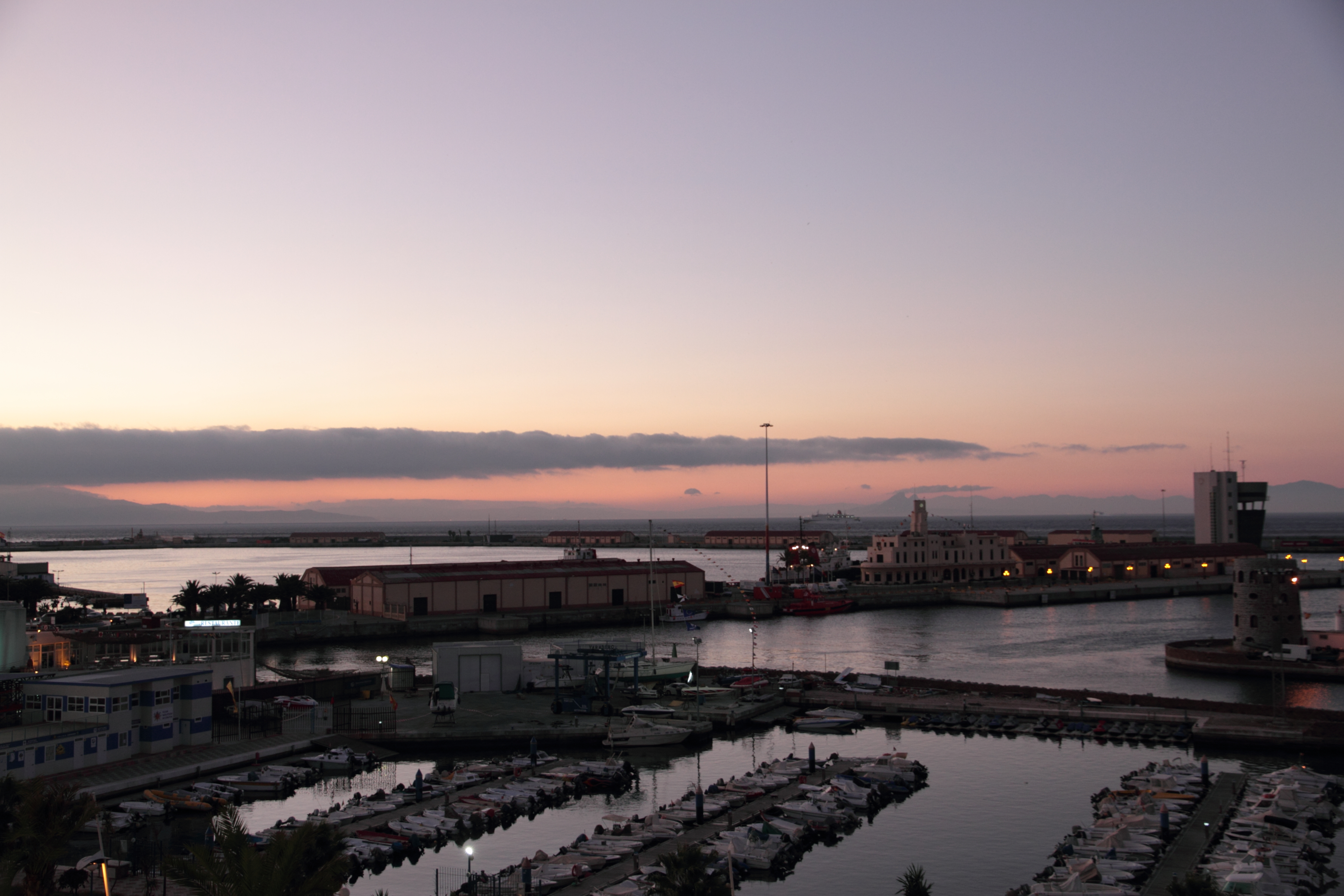
Porto de recreio

A constituição espanhola de 1978 estabelece na sua disposição transitória quinta:
| “ | As cidades de Ceuta e Melilla poderão constituir-se em Comunidades autónomas se assim decidirem os seus respetivos ayuntamientos mediante acordo adotado pela maioria absoluta dos seus membros e assim o autorizam as Cortes Generales, mediante uma lei orgânica, no termos previstos no artigo 144. | ” |

A denominação oficial do território é Cidade Autónoma de Ceuta, desde a aprovação do Estatuto de Autonomia, a lei orgânica publicada oficialmente em 14 de março de 1995, e que entrou em vigor no dia seguinte. Este estatuto possibilita que não se dupliquem os cargos políticos na cidade, pois os cargos municipais passaram a ser simultaneamente autonómicos (regionais). Desta forma, os vereadores são também deputados autonómicos e o Presidente de Ceuta é simultaneamente o alcaide (chefe do executivo municipal). O plenário municipal é simultaneamente o parlamento autonómico, denominado Asamblea de Ceuta.
Desde finais de 2005 está em projeto a reforma do Estatuto de Autonomia que, além de assumir mais competências, a cidade passaria a denominar-se Comunidade Autónoma, equiparando-se completamente ao resto das comunidades espanholas.

### Alcaides e presidentes
| Alcaide                 | Mandato   | Partido          |
| ----------------------- | --------- | ---------------- |
| Clemente Calvo Pecino   | 1979-1981 | (independente)   |
| Ricardo Muñoz Rodríguez | 1981-1983 | UCD              |
| Francisco Fraiz Armada  | 1983-1985 | PSOE             |
| Aurelio Puya Rivas      | 1985-1987 | PSPC             |
| Fructuoso Miaja Sánchez | 1987-1991 | PSOE             |
| Francisco Fraiz Armada  | 1991-1994 | PFC (2º mandato) |
| Basilio Fernández López | 1994-1995 | PFC              |

| Alcaide                       | Mandato   | Partido |
| ----------------------------- | --------- | ------- |
| Basilio Fernández López       | 1995-1996 | PFC     |
| Jesús Cayetano Fortes Ramos   | 1996-1999 | PP      |
| Antonio Sampietro Casarramona | 1999-2001 | GIL     |
| Juan Jesús Vivas Lara         | 2001-…    | PP      |

### Assembleia de Ceuta
A composição do parlamento autonómico após as eleições de 2011 foi a seguinte:
| Partido                                     | %     | Vereadores |
| ------------------------------------------- | ----- | ---------- |
| Partido Popular (PP)                        | 65,20 | 18         |
| Coligação Caballas                          | 14,34 | 4          |
| Partido Socialista Operário Espanhol (PSOE) | 11,65 | 3          |

### Cidades gémeas
Cidades geminadas com Ceuta:
 Aci Catena (Itália)
 Algeciras (Espanha)
 Alhaurín de la Torre (Espanha)
 Cádis (Espanha)
 Guadalajara (México)
 Melilla (Espanha)
 Santarém (Portugal)

### Disputa territorial com Marrocos

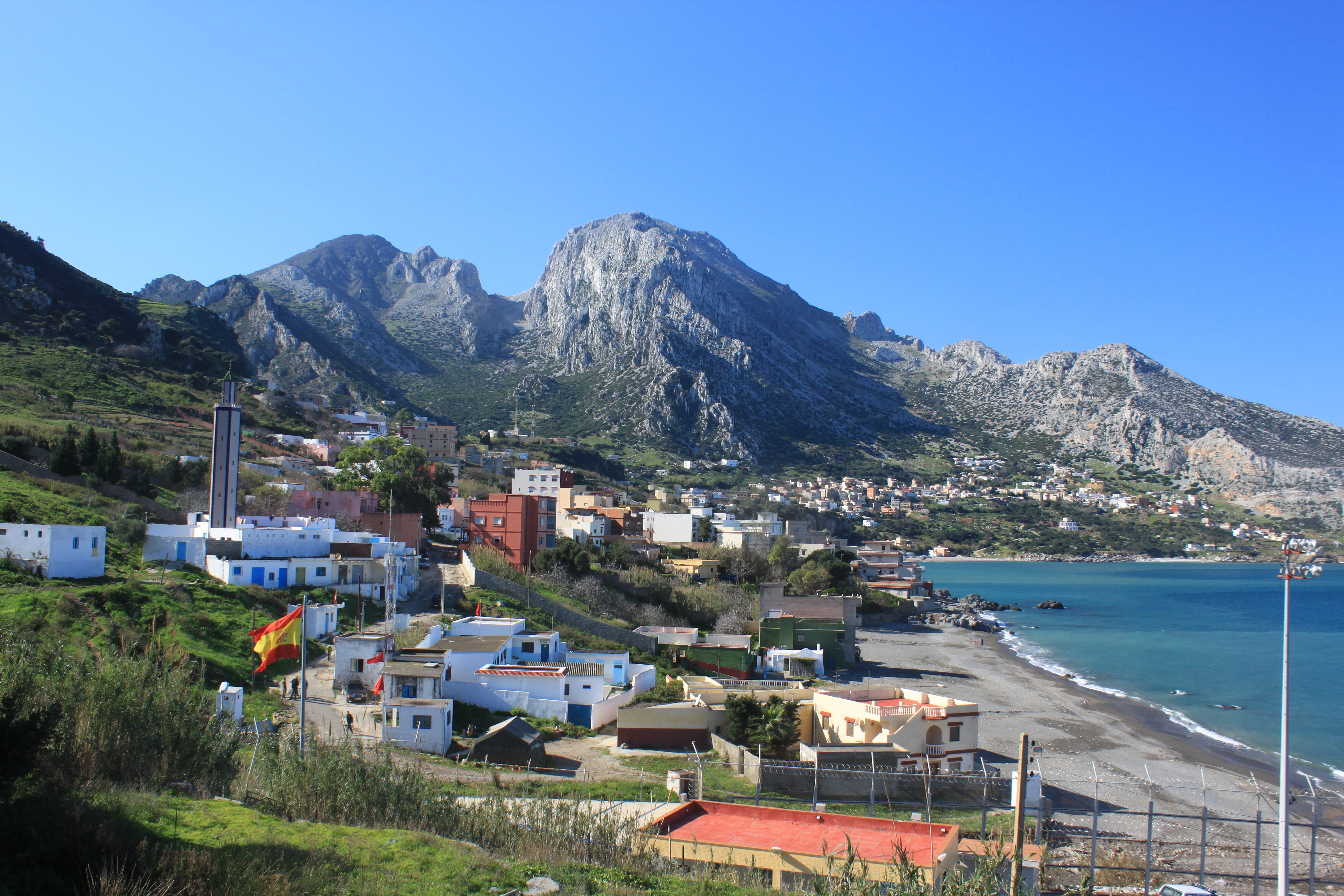
A fronteira marroquina em Benzú, com o Jbel Musa ao fundo

Desde os anos 1970 que o governo marroquino reivindica a inclusão de Melilla e de Ceuta no seu território, bem como das possessões espanholas menores limítrofes com Marrocos, as chamadas plazas de soberanía. O governo espanhol nunca estabeleceu negociações de nenhum tipo, pois considera esses territórios como parte do seu território nacional. A acreditar numa sondagem levada a cabo em 2007, 88% dos espanhóis considera igualmente que Ceuta e Melilla são cidades espanholas.
O estatuto de Ceuta e Melilla tem suscitado por parte de meios britânicos e marroquinos comparações com as reclamações territoriais de Espanha sobre Gibraltar, um enclave sob administração britânica na margem norte do estreito homónimo. Essas comparações são rejeitadas pelo governo espanhol e pelos habitantes de Melilla e Ceuta baseando-se no argumento de que aquelas cidades já eram parte integrante de Espanha antes da existência do reino marroquino, sucessor do Sultanato de Marrocos do século XVII, enquanto Gibraltar é um território ultramarino (colónia) cujo estatuto foi definido no Tratado de Utrecht de 1713-1714, que colocou Gibraltar sob a tutela do Reino Unido sem nunca ter feito parte integrante daquele país. A contrário das possessões espanholas no Norte de África, Gibraltar encontra-se na lista de territórios a descolonizar da ONU. Contudo Marrocos rejeita esses argumentos, e a posse de Ceuta, Melilla e das plazas de soberanía é uma das teses da ideologia nacionalista do "Grande Marrocos".
A Conferência Islâmica (57 estados membros), a União Africana (54 estados membros) e a Liga Árabe (23 estados membros) consideram Ceuta território marroquino.
A norma ISO 3166-1 reserva o código EA como código de país para Ceuta e Melilha.

## Património edificado e lugares de interesse turístico

### Centro da cidade

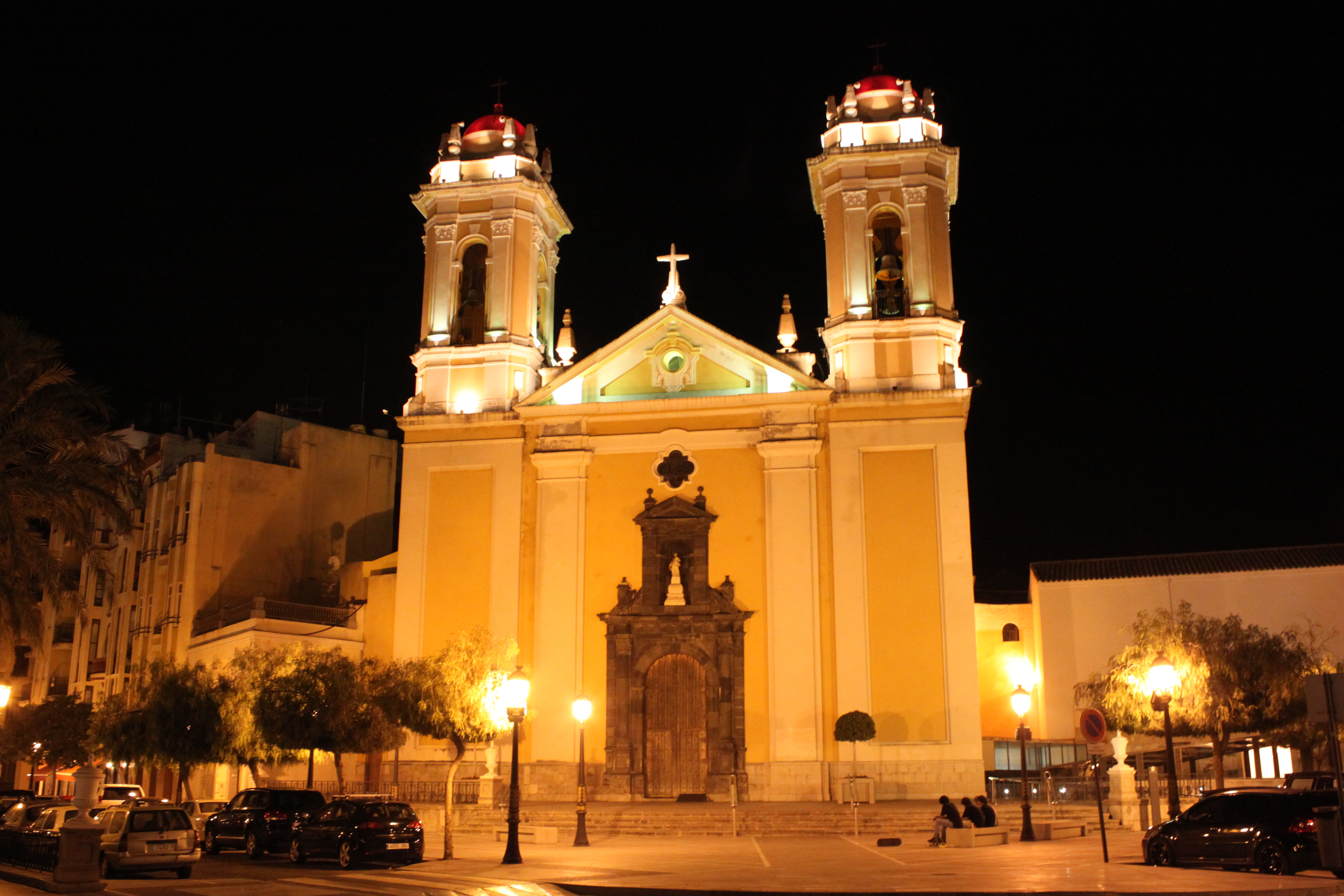
Catedral

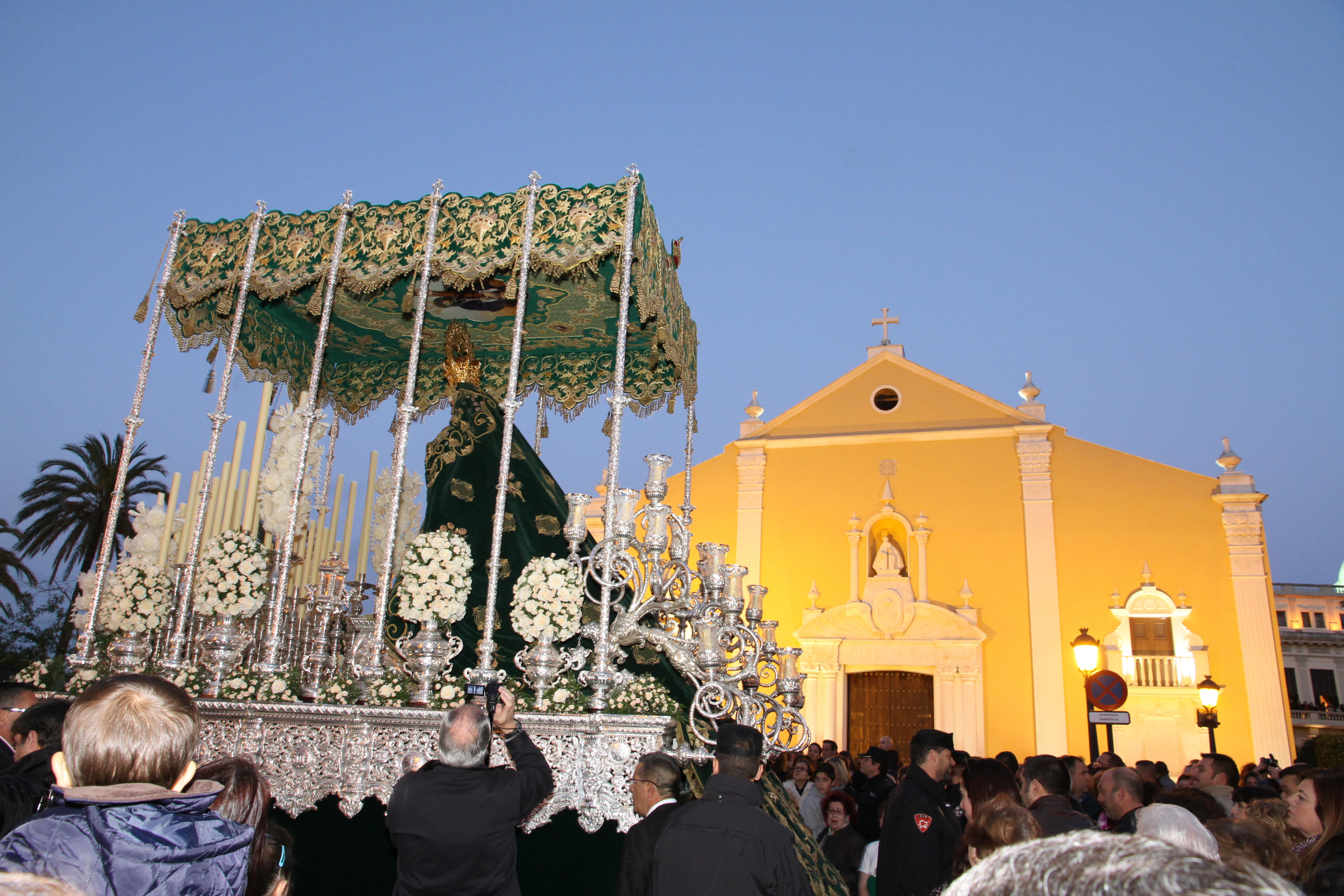
Andor de Nossa Senhora da Esperança em frente à Igreja de Santa Maria de África, durante uma procissão da Semana Santa

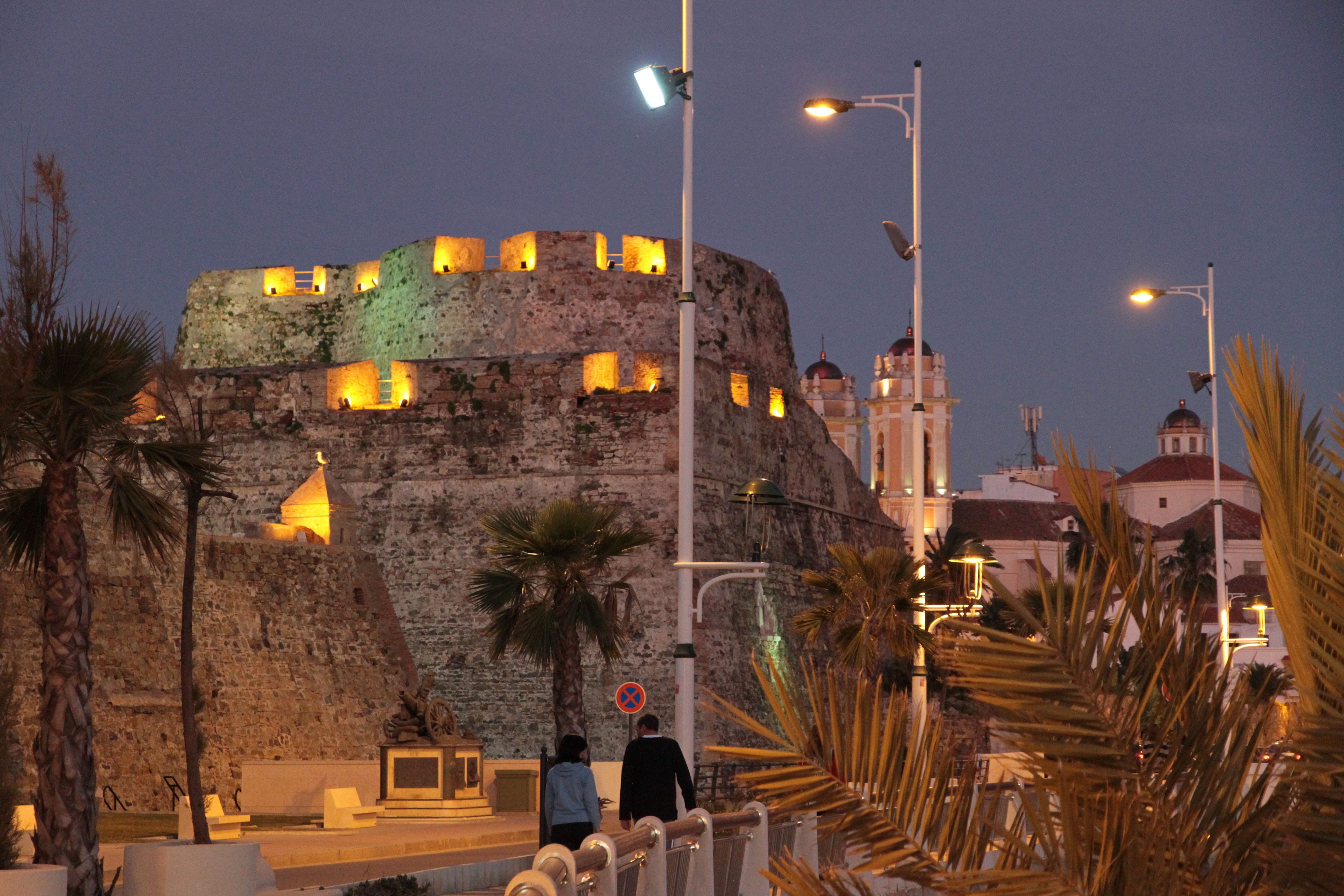
Baluarte da Couraça Alta, parte das Muralhas Reais

- Catedral — Consagrada à Assunção de Maria, foi construída sobre uma mesquita do período muçulmano. Durante o cerco de 30 anos na viragem do século XVII para o século XVIII serviu de hospital de campanha. A última remodelação data de 1949. Destacam-se a Capela do Santíssimo, com um retábulo barroco, os frescos de Miguel Bernardini, três grandes telas e a imagem da Virgem Capitã, de origem portuguesa (século XV). Tem um portal neoclássico de mármore negro. O interior tem três naves e um grande coro na parte dianteira.
- Santuário e Igreja de Santa Maria de África — Construído no século XV, sofreu várias remodelações posteriores, a mais importante das quais no século XVIII. A imagem da Virgem parece ser bizantina e foi doada pelo Infante D. Henrique. Artisticamente não tem grande relevância, mas reveste-se de grande importância espiritual.
- Outros edifícios religiosos — Igrejas de São Francisco, Nossa Senhora dos Remédios, Espírito Santo, Santo António e Nossa Senhora do Vale (primeira igreja construída pelos portugueses); antigo convento de Nossa Senhora do Socorro; sinagoga de Bet-El.
- Muralhas Reais — As partes mais antigas, mais interiores, datam do século X e as mais recentes do século XVIII. A parte mais importante foi construída pelos portugueses e reconstruída pelos espanhóis em 1674 e 1705. Atualmente acolhem o Museu da Cidade, instalado no Revelim de Santo Inácio. Há também galerias subterrâneas escavadas para a defesa da cidade.
- Muralhas do Passeio das Palmeiras — Troço norte das antiga muralhas da cidade.
- Basílica romana tardia — Datada de meados do século IV, tem um museu anexo.
- Banhos árabes — Na Praça da Paz encontra-se os restos de um balneário árabe (hamam) atípico, de planta em ziguezague, com quatro divisões, paralelas duas a duas. Foi construído entre os séculos XII e XIII.
- Palácio Municipal (ou Assembleia) — Construído em 1926, nele se conserva o Pendão Real. O Salão do Trono e o Salão de Sessões têm um cuidado artesoado e frescos de Mariano Bertuchi. O pendão é de seda de damasco vermelho e roxo, bordado por D. Filipa para "maior brilho da coroa lusitana". Ostenta o escudo de Portugal como símbolo da cidade; desfila com as autoridades nos dias da festa do Corpo de Deus e tem honras de Capitão-General.

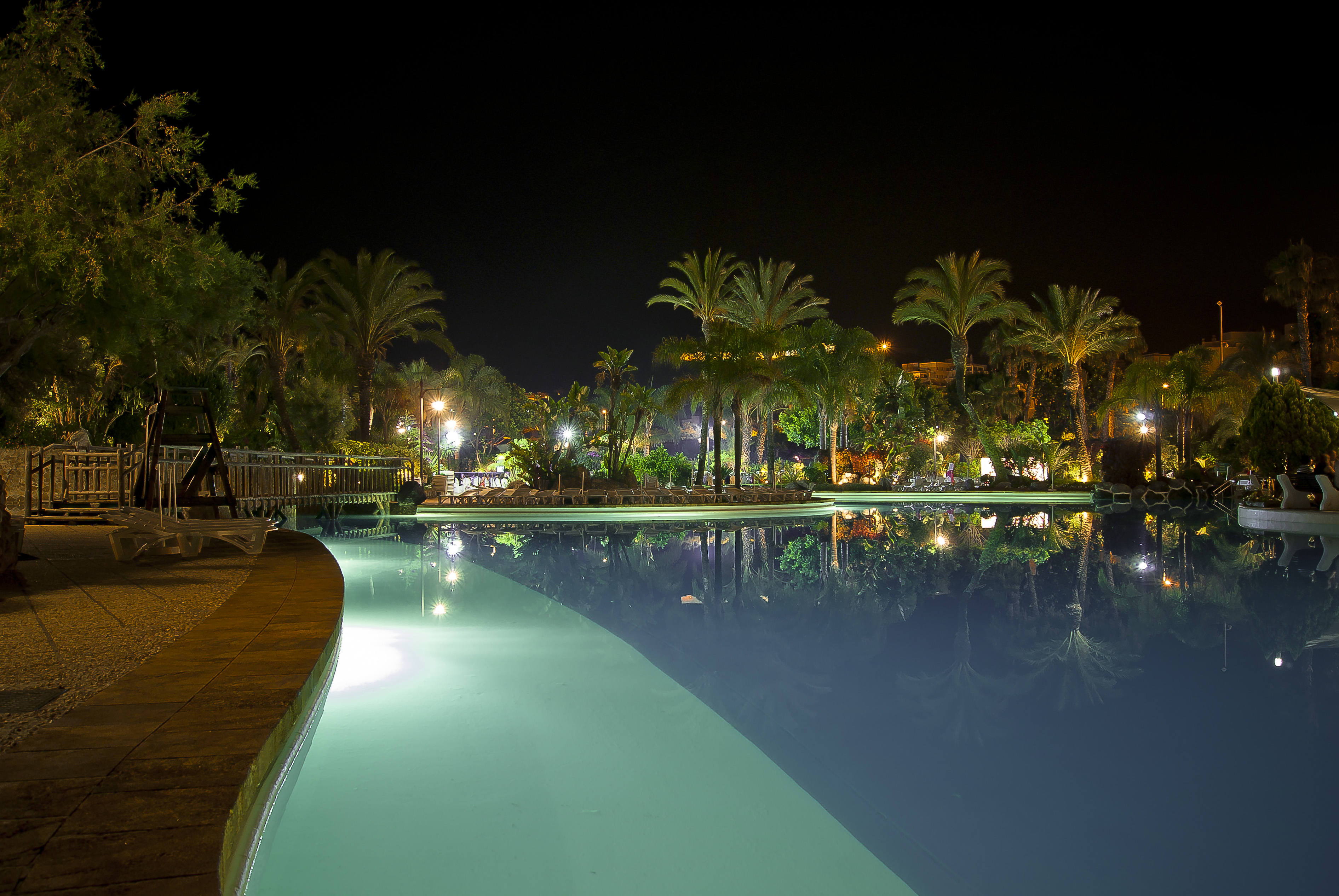
Parque Marítimo do Mediterrâneo

- Parque Marítimo do Mediterrâneo e Povoado Marinheiro — Foi desenhado pelo arquiteto e artista espanhol César Manrique (1919–1992); construído em terrenos reclamados ao mar, parte da sua área é preenchida com água do mar. Nele se encontra o Grande Casino de Ceuta.
- Auditório — Da autoria do arquiteto português Álvaro Siza Vieira.
- Monumento aos Caídos na Guerra de África — Situado na Praça de África, foi erigido em homenagem aos caídos da guerra de 1859-1860. Tem 13,5 m de altura e na parte inferior apresenta baixos-relevos em bronze da autoria do escultor Antonio Susillo (1857–1896). Tem uma cripta que não está aberta ao público.
- Monumento e Praça do Tenente Ruiz — Considerado um dos recantos mais belos da cidade, abre-se para a Calle Real (Rua Real). Foi construído em homenagem ao ceutense Jacinto Ruiz y Mendoza, um dos heróis do levantamento de 2 de maio de 1808 em Madrid contra as forças napoleónicas.
- Estátuas do antigo Jardim de São Sebastião — Situadas no coração da cidade, representam o trabalho, as artes gráficas, a indústria, o comércio, a navegação e África.
- Monumento a Hércules — Par de esculturas que flanqueiam a entrada do porto.
- Outros lugares e edifícios — Edifício Trujillo, Casa dos Dragões, porto desportivo, Parque de Santo Amaro (com a azenha Fuente de Lomas), Fonte do Sarchal, Forte e antiga Ermida de Santo Amaro, Monumento ao tenente-coronel González Tablas, praias da Ribera, Chorrillo, Sarchal e Santo Amaro.

### Zona exterior

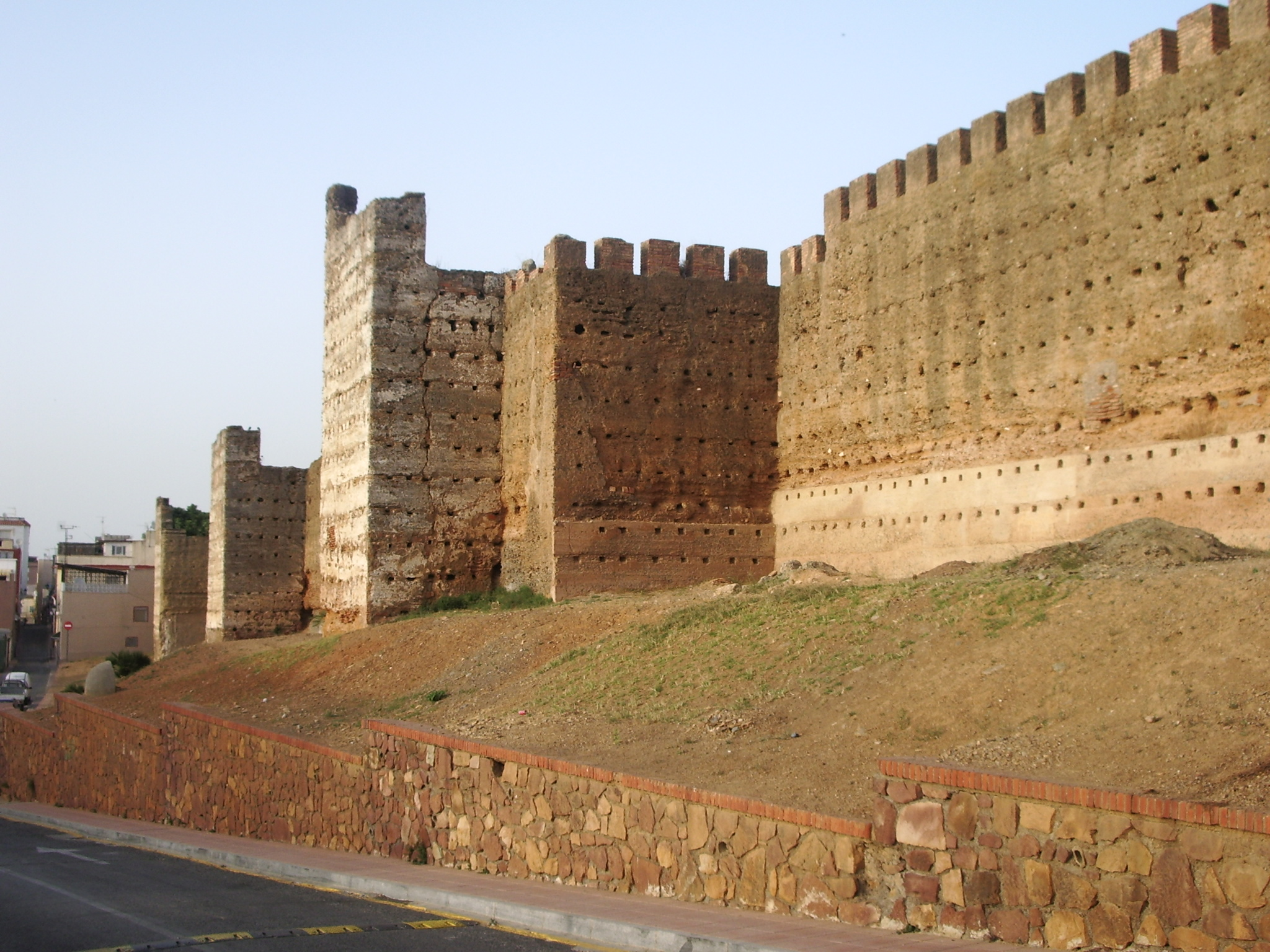
Muralhas Merínidas

- Muralhas Merínidas — Conjunto de e torreões do século XIII construídas durante a ocupação dos Merínidas. O amplo recinto foi uma cidadela e albergue, refúgio de guarnições, forasteiros e tropas que se viam obrigadas a passar a noite fora do centro urbano da cidade medieval. As muralhas constituem um dos restos monumentais mais importantes do passado histórico de Ceuta, Dos quase 1 500 metros originais só resta o flanco ocidental, com cerca de 500 metros, vários baluartes e duas torres gémeas que demarcam da chamada Porta de Fez.
- Fortaleza do Monte Hacho — Situada no monte homónimo, crê-se que é de origem bizantina e foi consolidada na época dos Omíadas. Os portugueses conservaram-na, mas a construção atual foi levada a cabo pelos espanhóis nos séculos XVIII e XIX. No lado ocidental a fortificação era complementada pelos chamados fortes neomedievais.

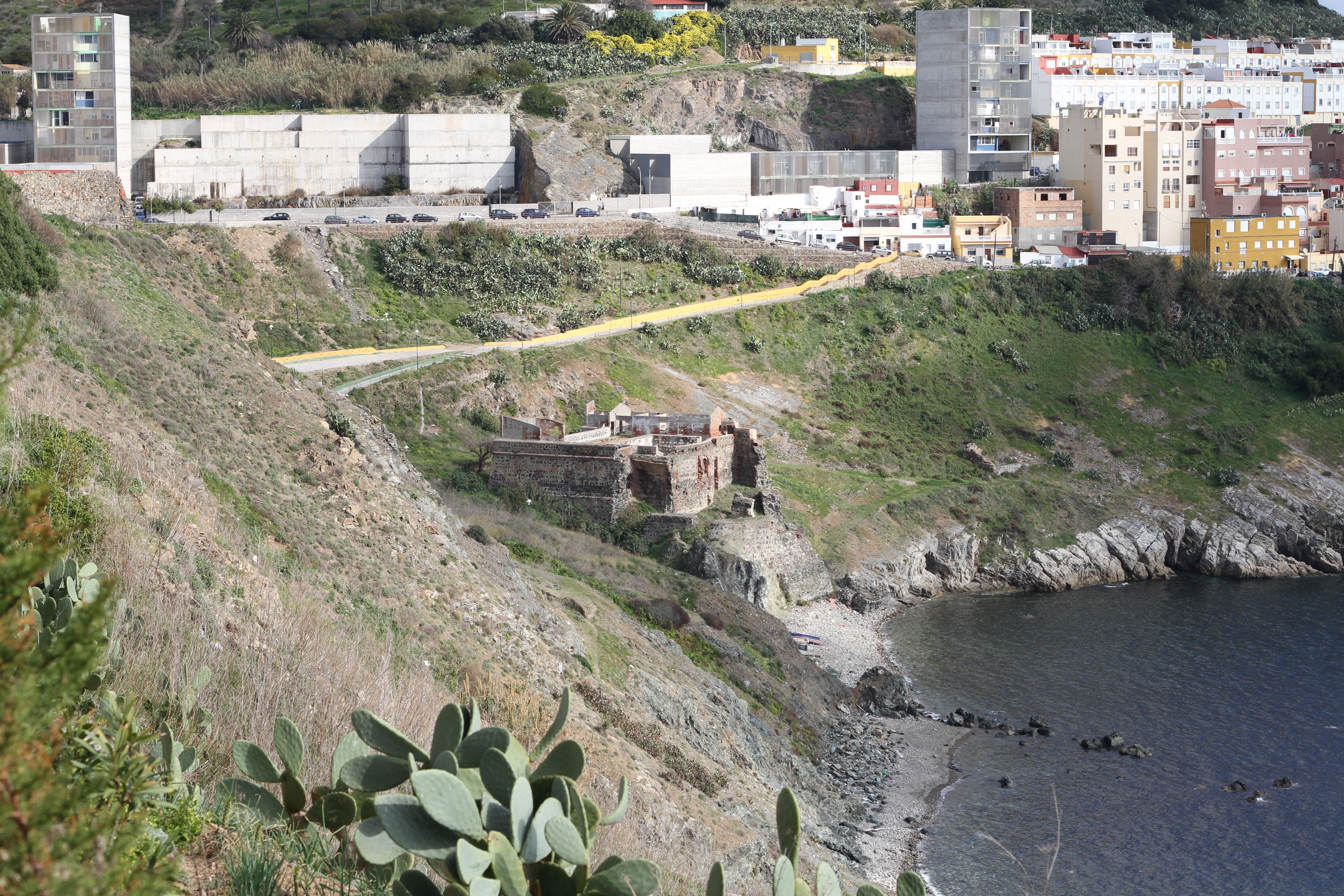
Forte do Sarchal, que serviu como prisão feminina

- Fortes neomedievais — Situados na zona montanhosa que fecha a península, na zona fronteiriça com Marrocos, foram construídos em meados do século XIX, quando após o fim da guerra com Marrocos e a assinatura do tratado de paz de Wad-Ras (1860), se decidiu dotar a fronteira com uma série de torres de vigia para prevenir possíveis agressões exteriores. Foram assim erigidos os fortins de Piniés, Francisco de Assis (o rei consorte), Isabel II (abaixo do qual se encontra um miradouro com esplêndidas vistas sobre o Estreito e a Península Ibérica), Príncipe Afonso, Benzú (este já inexistente), Aranguren, Mendizábal, Renegado, Anyera e Serralho. Este último deve o seu nome ao facto de ter sido usado pelo sultão Moulay Ismail durante o cerco que manteve entre 1694 e 1727.

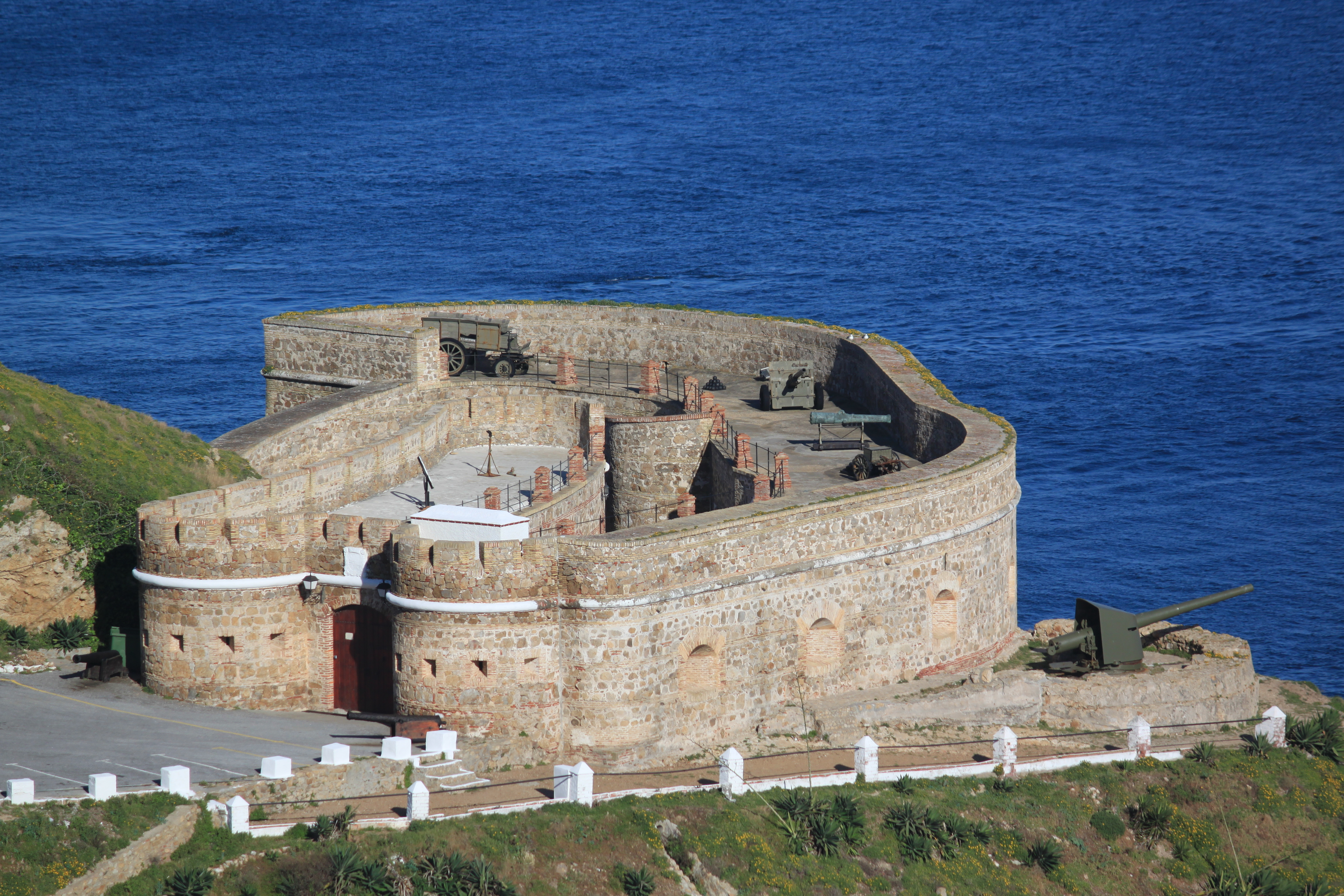
Castelo do Desnarigado

- Castelo do Desnarigado — Construído no século XIX, embora tenha antecedentes dos séculos X e XVI. De estilo neomedieval, desde a década de 1980 que alberga um museu militar que mostra coleções de objetos relacionados com a história militar de Ceuta.
- Cristo de Medinaceli — Imagem guardada na Igreja de Santo Ildefonso, em Barriada del Príncipe.

- Monumento do Llano Amarillo — Obelisco comemorativo do Juramento del Llano Amarillo, um episódio que antecedeu a Guerra Civil Espanhola, no qual os generais amotinados liderados por Juan Yagüe acertaram os últimos detalhes do levantamento contra a República. Originalmente erigido em Ketama em 1940, foi transladado para o sopé do Monte Hacho pedra por pedra em 1962. A sua conservação ou demolição é tema de controvérsia, pois juntamente com monólito Paso del Estrecho, os Pies de Franco e o mastro do Cañonero Dato, é um dos únicos monumentos ainda existentes em Ceuta evocativos do franquismo. Todos esses símbolos do franquismo se encontram e mau estado de conservação.
- Outros lugares e edifícios — Antiga estação ferroviária, ermida de Santo António do Tojal (com um miradouro na sua parte anterior), mesquita de Muley el-Mehdi (construída em 1937), farol de Punta Almina, Barriada e praias de Benzú (na costa do Estreito, com típicas casas de chá) e Calamocarro. Graças à prosperidade económica vivida na cidade desde o princípio do século XX, há uma série de edifícios que se enquadram num estilo modernista muito próprio, cujo expoente foi José Blein. Entre as obras deste arquiteto, destacam-se o edifício da antiga Junta del Puerto, atualmente a sede da Autoridade Portuária de Ceuta, e a antiga central de autocarros, hoje transformada na esquadra central da polícia.

## Infraestruturas e serviços públicos

### Saúde e educação
A cidade conta com um hospital de construção recente, o Hospital Universitário de Ceuta e de vários centros de saúde, tanto públicos (pelo menos quatro) como privados.
Há pelo menos 16 escolas (colegios) públicos e 5 privadas e 6 institutos de ensino. A Universidade de Granada tem um campus em Ceuta, onde funcionam uma faculdade de educação e ciências humanas e um escola universitária de enfermagem. A Universidade Nacional de Educação à Distância (UNED) tem igualmente uma sede na cidade. Existem pelo menos quatro bibliotecas: a Pública Municipal, a da Obra social Caja Madrid, a Histórico Militar e a Pública do Estado.

### Transportes e comunicações

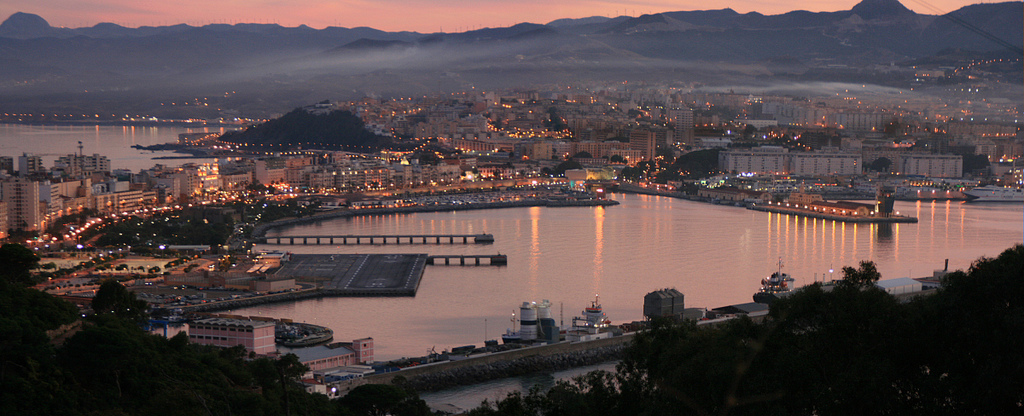
Vista da zona do porto

Ceuta está ligada com o resto de Espanha apenas através do porto e Heliporto de Algeciras e do Aeroporto de Málaga-Costa del Sol. Entre o primeiro e Ceuta operam ferryboats de quatro companhias. O trajeto tem uma duração aproximada de 45 minutos e efetuam-se entre 15 a 20 travessias diariamente entre as 06:00 e as 23:00.
Os transportes aéreos são assegurados por helicópteros, que operam entre o Heliporto de Ceuta, Algeciras e Málaga. Na linha Ceuta-Málaga há quatro ligações diárias em ambos os sentidos entre as 07:15 e as 20:15; a viagem dura 35 minutos. A viagens entre Algeciras e Ceuta duram 7 minutos.
Tanto em Málaga como em Algeciras há serviços de comboio e autocarro para diversos pontos de Espanha. Na Estação de Málaga-María Zambrano é possível viajar para Madrid e Barcelona em comboio de alta velocidade.

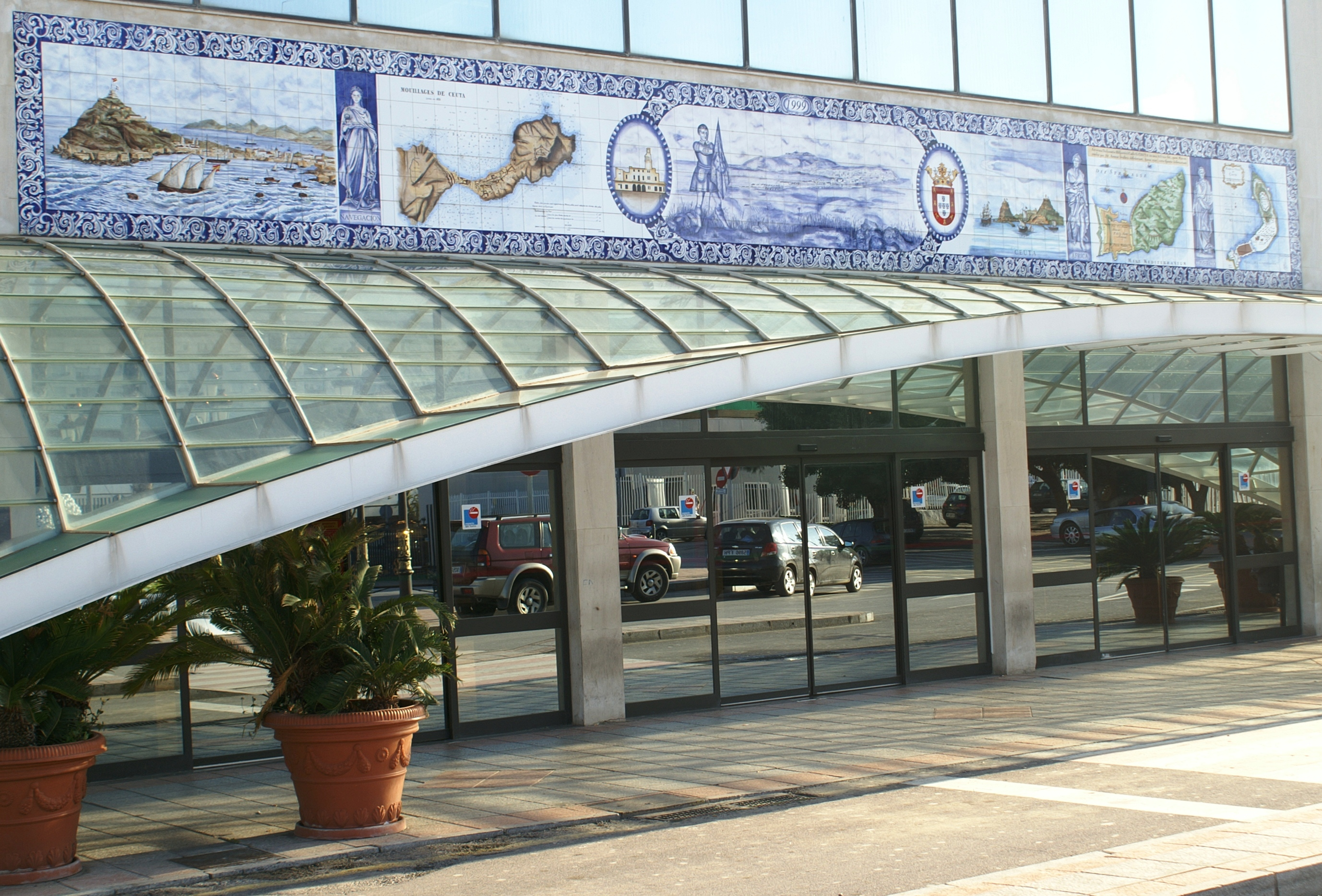
Estação marítima

O único meio de transporte de passageiros autorizado a passar a fronteira entre Ceuta e Marrocos é o automóvel privado, embora também se possa cruzar a fronteira a pé. As cidades importantes marroquinas mais próximas são Tetuão (40 km a sul) e Tânger (cerca de 70 km a oeste).
O serviço de autocarros urbanos tem nove linhas.

### Meios de comunicação social
Além da imprensa periódica espanhola com circulação nacional, existem dois jornais em Ceuta: o El Faro e El Pueblo de Ceuta. Além das cadeias de televisão espanholas com cobertura nacional, a cidade conta com dois canais locais: a Ceuta televisión e a Radio Televisión Ceuta. Esta última tem também um canal de rádio.

## Cultura

### Museus

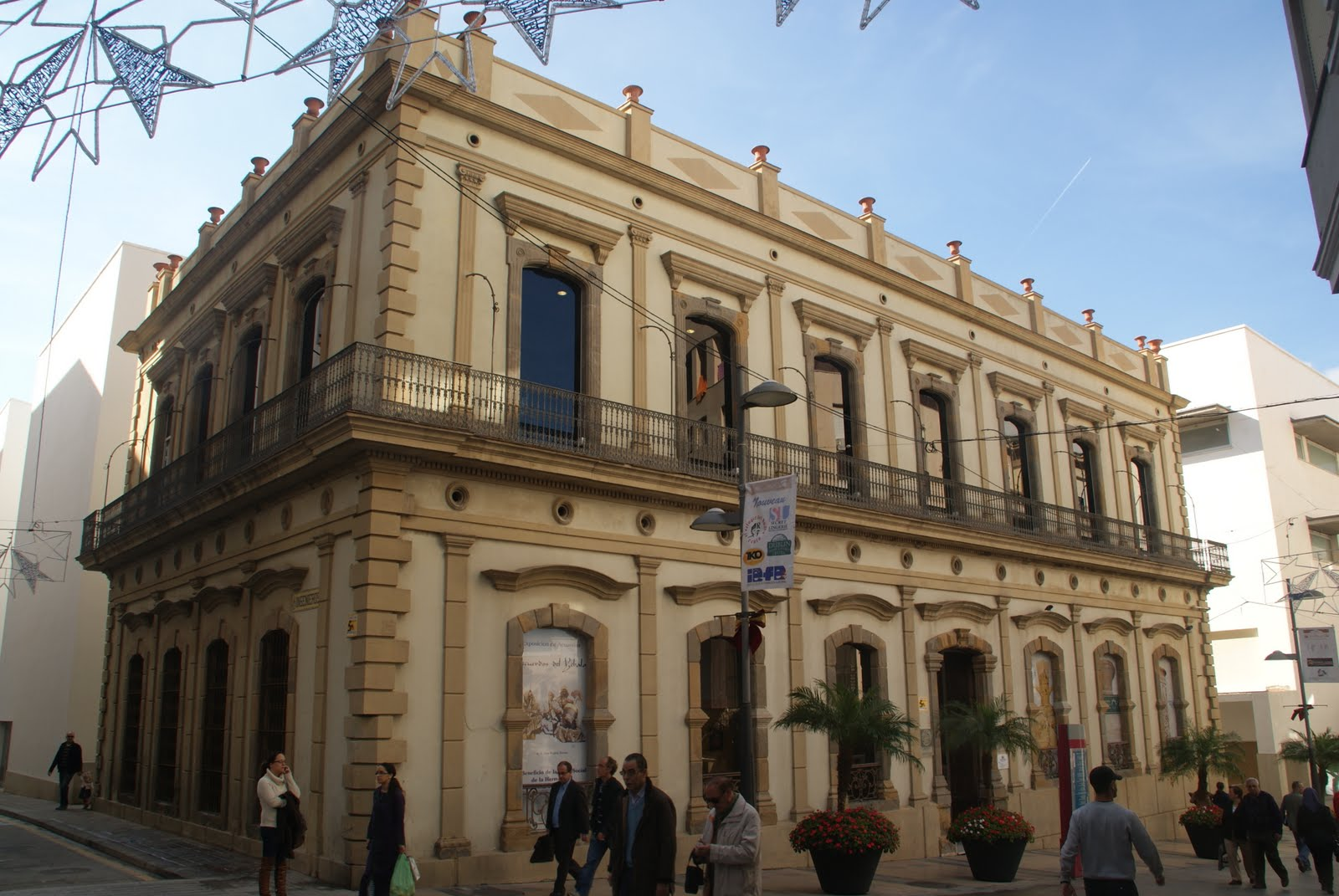
Museu do Revelim de Santo Inácio, na Rua Camões

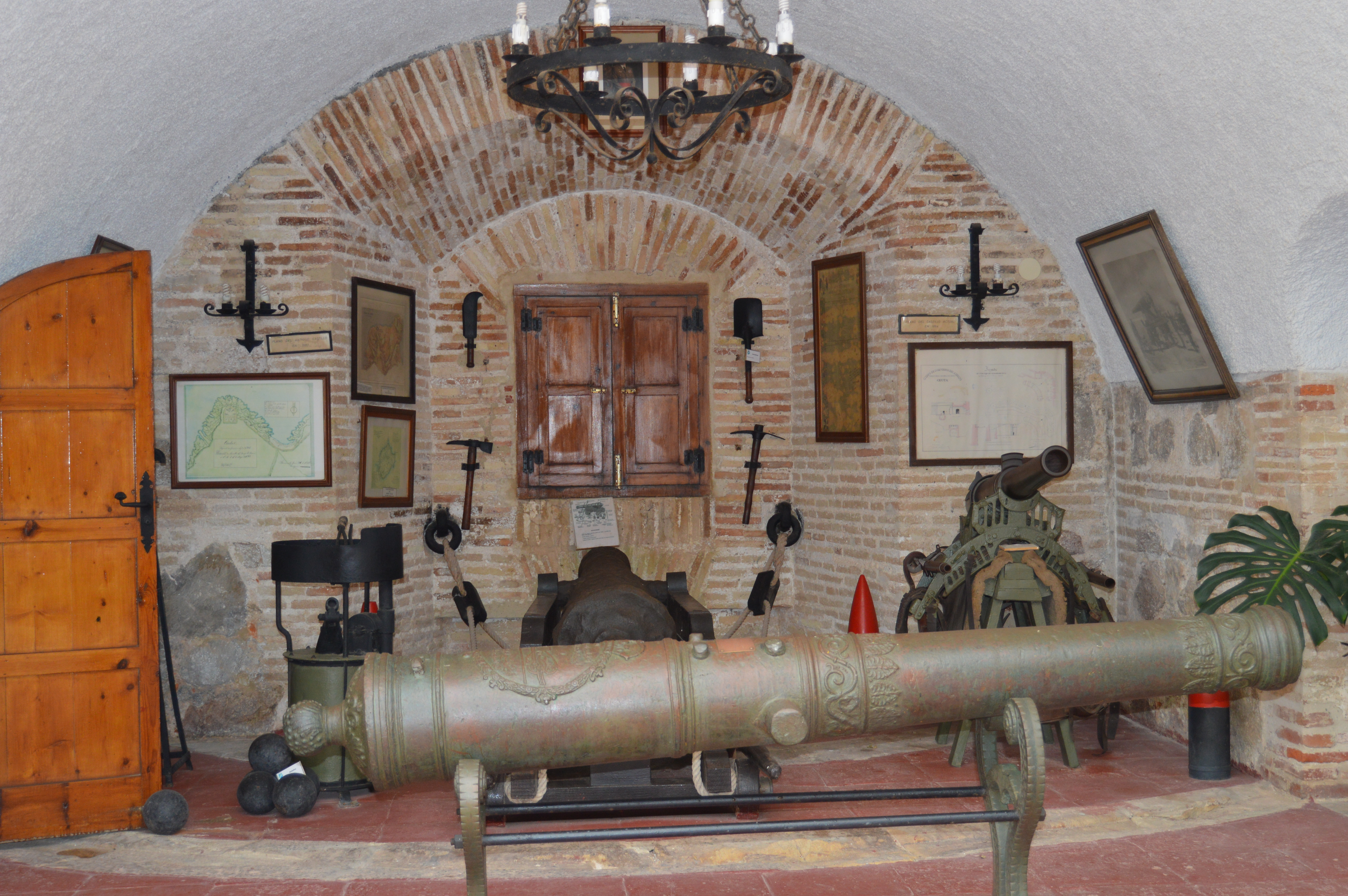
Museu Militar do Castelo do Desnarigado

- Museu Municipal de Ceuta — Instalado num edifício construído em 1900 no centro urbano, alberga o Instituto de Estudios Ceutíes, duas salas de exposições temporárias e cinco de exposições permanentes.
- Museu do Revelim de Santo Inácio'' — Instalado numa fortificação do século XVIII, na Praça de Armas do Conjunto Monumental das Muralhas Reais.
- Museu Militar do Castelo do Desnarigado — Instalado num forte com origens nos séculos X e XVI, o edifício atual data do século XIX e é de estilo neomedieval. Contém coleções de objetos relacionados com a história militar de Ceuta.
- Museu Militar da Legião — Contém uma coleção de objetos dos terços da Legião Espanhola.
- Museu Militar de Regulares — Contém uma coleção de objetos do Corpo de Regulares, uma força militar criada em 1911 com pessoal nativo.
- Museu Militar de Cavalaria — Contém uma coleção de objetos do Corpo de Cavalaria
- Museu da Autoridade Portuária — Contém uma coleção de objetos relacionados com a história do porto de Ceuta.
- Museo Catedralicio — A catedral tem um pequeno museu com peças como casulas e capas pluviais dos séculos XVI a XIX, incunábulos, livros de canto, bulas e esculturas.
- Museu da Basílica Tardorromana — Museu moderno construído junto aos restos da basílica romana datada do século IV. Entre as peças expostas encontra-se um sarcófago romano descoberto na década de 1970 na Praça da Constituição, diversos tipos de enterramentos, peças da Madraça al-Yadida e cerâmicas de várias épocas. A antiga basílica faz parte do museu, bem como um algibe (cisterna) medieval perfeitamente conservado.

### Gastronomia

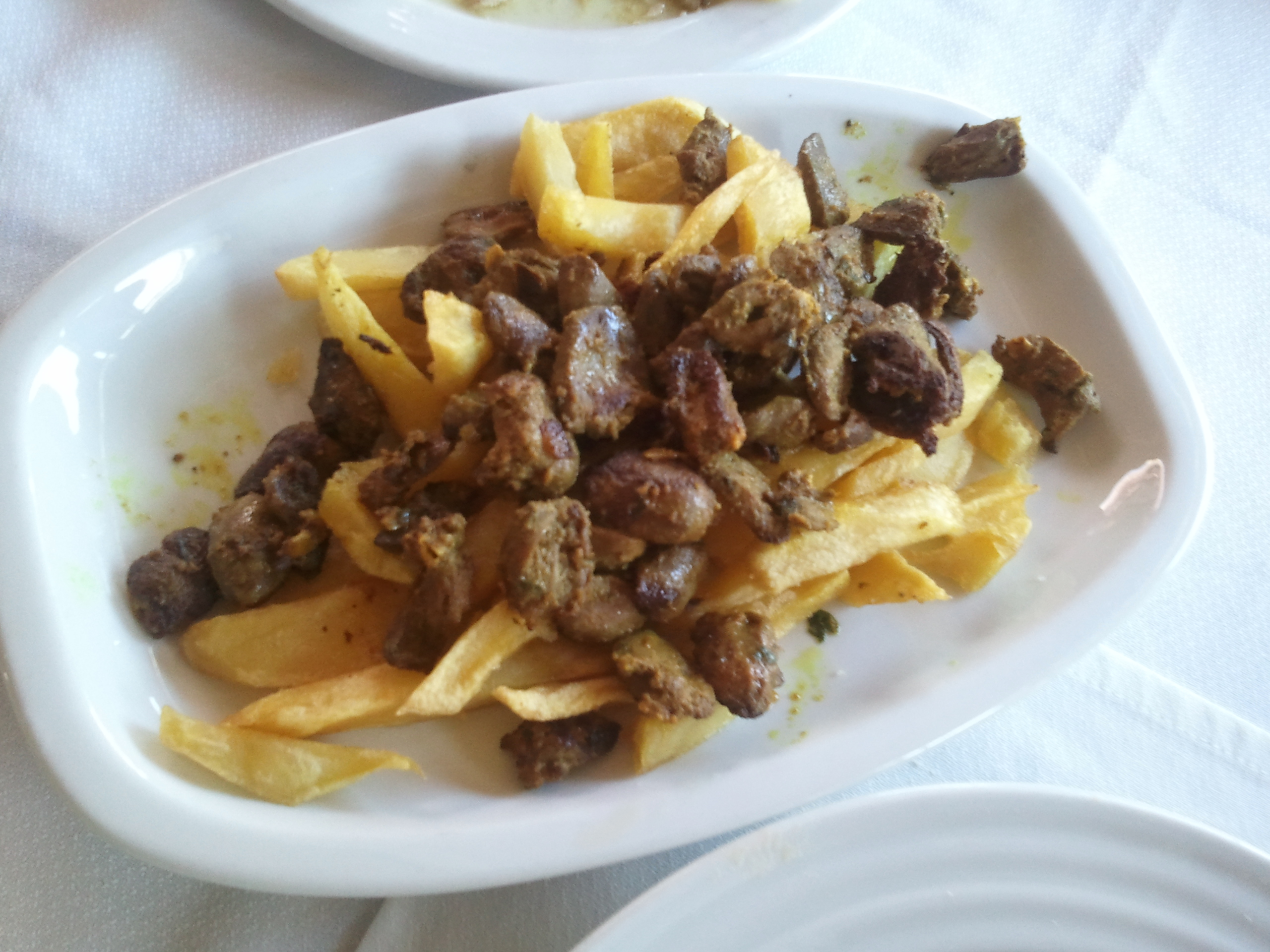
Corazones de pollo (corações de galinha)

Na gastronomia ceutense destacam-se principalmente os pratos de peixes, especialmente os tunídeos, sobretudo secos — atum, sarda (em espanhol: bonito), o volaó (peixe-voador), etc. O peixe frito e os mariscos são também populares. Outro clássico da cidade é o pincho moruno (lit: "espetada mulata"), espetadas de carne adobada (marinada) picante com várias especiarias. Apesar de popular em toda a Espanha, onde tem sido adulterado e industrializado, para alguns apreciadores o verdadeiro pincho moruno só se encontra em Ceuta, onde teve a sua origem. Também dignos de destaque são os caracóis e os típicos corazones de pollo (corações de galinha), que tanto são consumidos em sanduíches como em espetadas ou no prato e são temperados de forma semelhante aos pinchos morunos. Um fruto popular que não é comum encontrar noutros locais de Espanha é o figo-da-índia (em espanhol: chumbo).

### Desporto

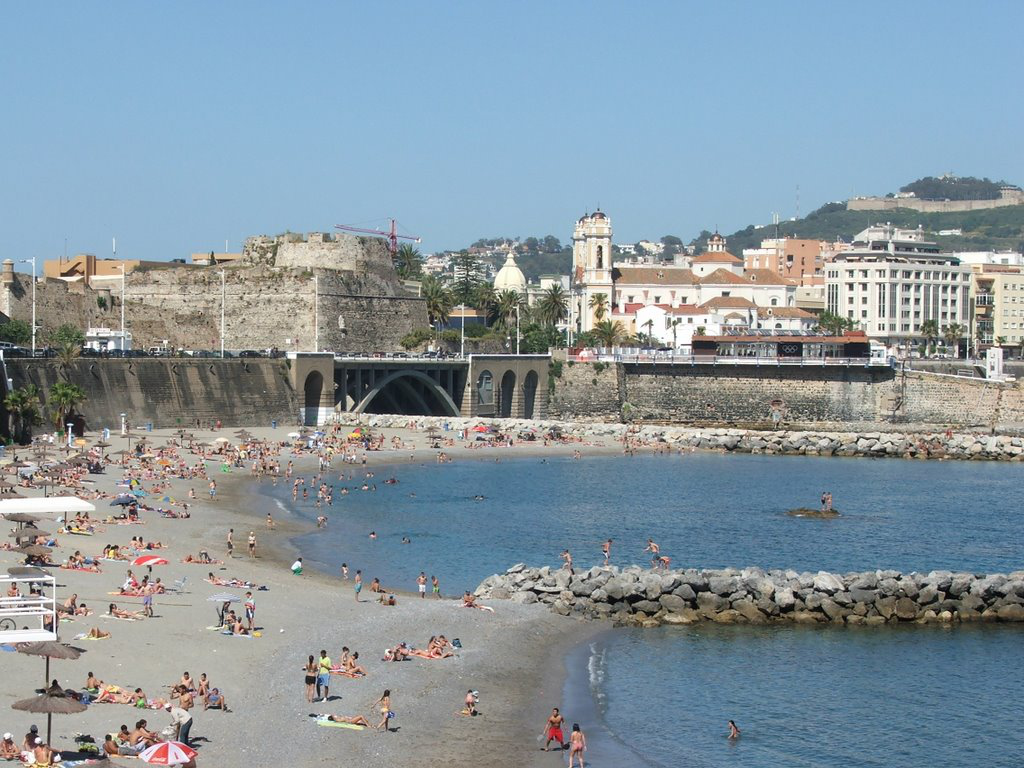
Praia da Ribera, com o Baluarte da Couraça Alta e a catedral ao fundo

Futebol
Ao longo da sua história Ceuta teve várias equipas representativas. A primeira que se destacou foi o Ceuta Sport, fundado em 1932 e que em 1941 mudou o seu nome para Sociedad Deportiva Ceuta. Foi o clube mais mais premiado do Campeonato Hispanomarroquí, bem como a primeira equipa ceutense a participar numa Copa do Rei e a chegar à Segunda Divisão Espanhola, tendo chegado a disputar numa ocasião a subida à Primeira Divisão.
Em 1956 o SD Ceuta fundiu-se com o Atlético Tetuán para formarem o Club Atlético de Ceuta, que também jogou várias temporadas na Segunda Divisão, disputando uma vez a subida à Primeira Divisão. A equipa desceu para as categorias regionais nos finais dos anos 1960.
Em 1970 foi fundada a Agrupación Deportiva Ceuta que chegou a competir uma vez na Segunda Divisão antes de ter sido extinta em 1992 devido a problemas económicos. Atualmente (2011), a equipa local mais bem colocada é a Asociación Deportiva Ceuta, fundada em 1996, que nunca foi além da Segunda Divisão B.

### Festas e comemorações

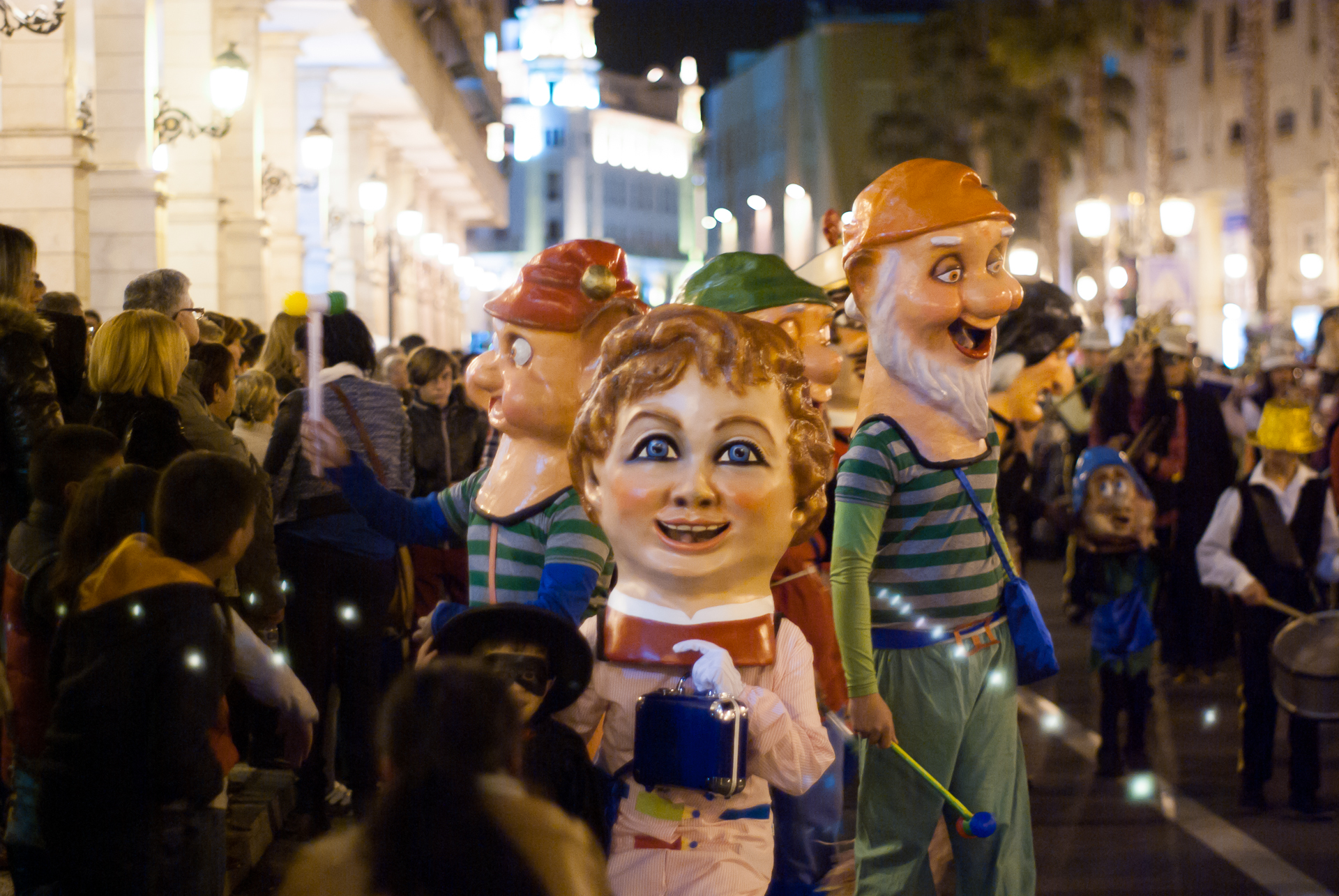
Carnaval de 2013

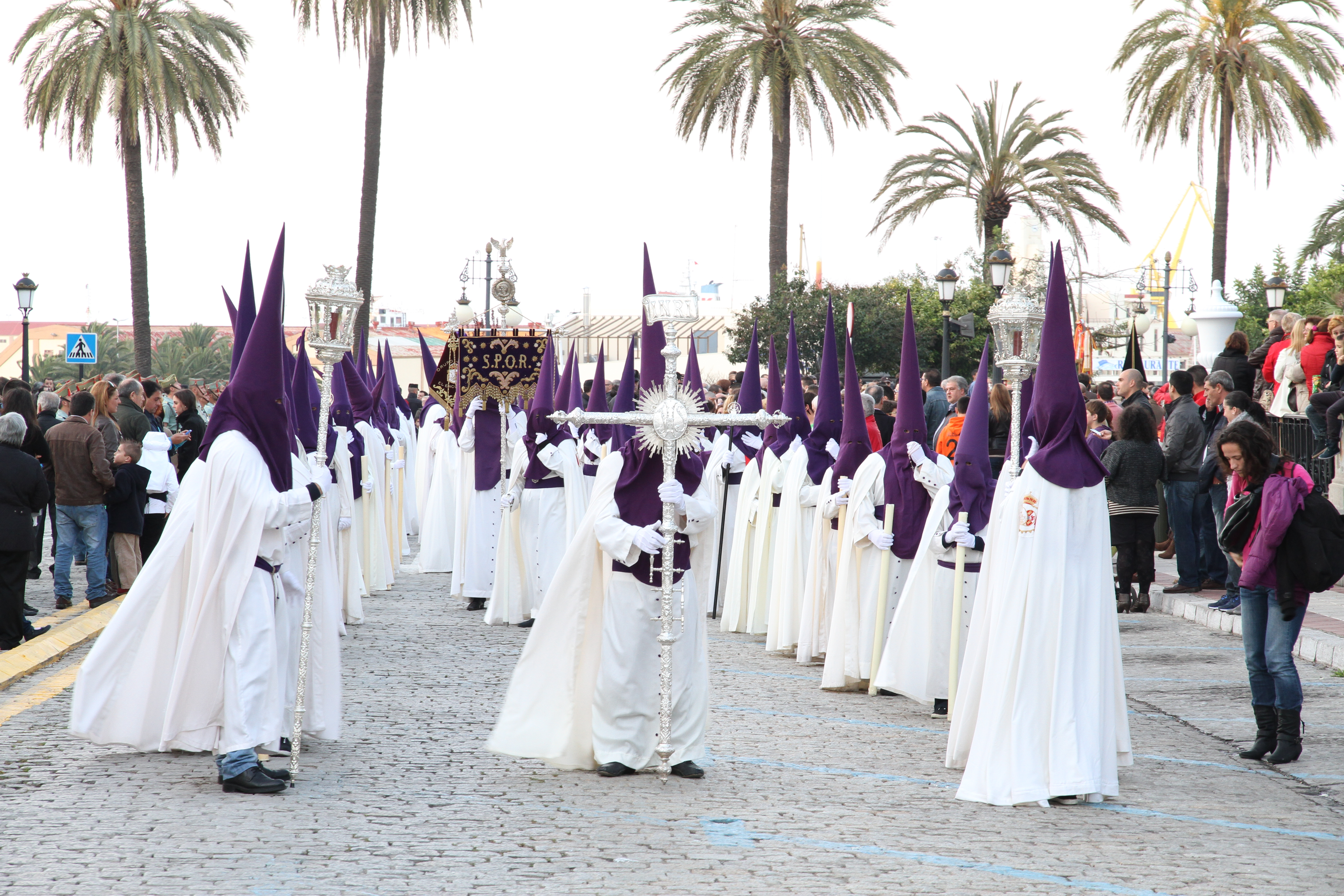
A Irmandande do Encontro numa procissão de Terça-Feira Santa

- Carnaval — Geralmente comemorado em fevereiro, começa com o Concurso de Agrupamentos Carnavalescos nas modalidades Cuarteto, Chirigota e Comparsa. Decorre também um festival gastronómico, "La mejilloná", onde se podem desgustar pratos de mexilhão por preços módicos e assistir às atuações dos agrupamentos carnavalescos. Há um desfile de mascarados, a Gran Cabalgata de disfraces e a festa termina com El entierro de La Caballa, que finaliza a festa do Deus Momo.
- Semana Santa — Durante a qual são feitas procissões onde participam as irmandades e confrarias da cidade.
- 13 de junho — Dia da Romaria de Santo António.
- 5 de agosto — Dia da padroeira (Nossa Senhora de África).
- 2 de setembro — Feriado regional e municipal.
- 10 de outubro — Dia do padroeiro (São Daniel).
- 1 de novembro — Dia de Todos-os-Santos e Dia da Mochila. Dia festivo em que é tradição visitar o cemitério para depor flores nos túmulos dos defuntos, a que se junta a tradição de ir para o campo (com mochilas) levando fruta da época e frutos secos.
- Eid al Adha — Uma das festas mais importantes do calendário muçulmano, também conhecida com Festa do Sacrifício e Festa do Cordeiro, comemora-se em Ceuta desde 2010. Dado reger-se pelo calendário lunar, a sua data no calendário gregoriano varia de ano para ano.[31]